# Llista d'arbres monumentals de Catalunya
Llista d'arbres i arbredes monumentals protegits com a patrimoni cultural de Catalunya pel seu valor monumental, històric o científic.

## Llegenda i glossari
- Protecció:
  - AM: arbre monumental (i any de declaració)
  - DM: arbreda monumental
  - PNC: parc nacional
  - PNT: parc natural
  - PNIN: paratge natural d'interès nacional
  - EIN: espai d'interès natural
- Dimensions, en metres:
  - Alçària total
  - Volt o perímetre del canó a 1,3 m
  - Capçada: diàmetre de l'amplada mitjana a nivell i perpendicular

Quan es tracta d'una arbreda monumental s'indiquen les dimensions i la localització del primer arbre catalogat.

## Alt Camp
| Nom                                         | Protecció  | Espècie / estat                   | Alçària x volt del canó x capçada | Localització                                                                                      | Codi         | Imatge |
| ------------------------------------------- | ---------- | --------------------------------- | --------------------------------- | ------------------------------------------------------------------------------------------------- | ------------ | --- |
| Xiprers del Palau de l'Abat de Santes Creus | AM previst | Dos Cupressus sempervirens Normal | 18,0 x 3,37 x 9,1                 | Aiguamúrcia Pati de l'Ajuntament, Santes Creus 41° 20′ 46″ N, 1° 21′ 46″ E / 41.34613°N,1.36276°E | MA-01.001.01 | {{ca\|Xiprers del Palau de l'Abat de Santes Creus (Aiguamúrcia)}} · {{WLE-AD-ES\|MA-01.001.01}} · {{Object location dec\|41.34613\|1.36276\|region:ES-CT_type:landmark_source:cawiki}} · [[Categoria:Xiprers del Palau de l'Abat de Santes Creus]] |
| Alzina de la Casa Nova de Bonany            | AM 1990    | Quercus ilex subsp. ilex Normal   | 13,5 x 3,95 x 22,5                | Querol Casa Nova de Bonany 41° 23′ 37″ N, 1° 27′ 45″ E / 41.39372°N,1.46258°E                     | MA-01.120.01 | {{ca\|Alzina de la Casa Nova de Bonany (Querol)}} · {{WLE-AD-ES\|MA-01.120.01}} · {{Object location dec\|41.39372\|1.46258\|region:ES-CT_type:landmark_source:cawiki}} · [[Categoria:Alzina de la Casa Nova de Bonany]]                            |

## Alt Empordà
| Nom                                                          | Protecció                   | Espècie / estat                     | Alçària x volt del canó x capçada | Localització | Codi         | Imatge |
| ------------------------------------------------------------ | --------------------------- | ----------------------------------- | --------------------------------- | --- | ------------ | --- |
| Suro del Mas Perxés                                          | AM 1988                     | Quercus suber Normal                | 16,5 x 4,63 x 19,1                | Agullana Mas Perxés 42° 23′ 47″ N, 2° 50′ 07″ E / 42.39628°N,2.83518°E                                                 | MA-02.001.01 | {{ca\|Suro del Mas Perxers (Agullana)}} · {{WLE-AD-ES\|MA-02.001.01}} · {{Object location dec\|42.39628\|2.83518\|region:ES-CT_type:landmark_source:cawiki}} · [[Categoria:Suro del Mas Perxés]]                            |
| El Fadrí                                                     | AM 1990                     | Quercus suber Normal                | 15,0 x 4,63 x 17,5                | Agullana Can Bec de Baix 42° 24′ 13″ N, 2° 49′ 39″ E / 42.40364°N,2.82753°E                                            | MA-02.001.02 | {{ca\|El Fadrí (Agullana)}} · {{WLE-AD-ES\|MA-02.001.02}} · {{Object location dec\|42.40364\|2.82753\|region:ES-CT_type:landmark_source:cawiki}} · [[Categoria:El Fadrí (Agullana)]]                                        |
| Roure dels Capellans, o roure de la Font del Bac             | AM 1991 EIN l'Alta Garrotxa | Quercus pubescens Normal            | 15,5 x 6,23 x 21,3                | Albanyà Font del Bac, Lliurona 42° 16′ 53″ N, 2° 41′ 40″ E / 42.28144°N,2.69438°E                                      | MA-02.003.01 | {{ca\|Roure dels Capellans (Albanyà)}} · {{WLE-AD-ES\|MA-02.003.01}} · {{Object location dec\|42.28144\|2.69438\|region:ES-CT_type:landmark_source:cawiki}} · [[Categoria:Roure de la Font del Bac]]                        |
| Plàtana Grossa d'en Massot o Plàtan d'en Massot              | AM 1990                     | Platanus x hispanica Normal         | 31,0 x 4,85 x 25,1                | Darnius El Massot, prop de la font 42° 21′ 57″ N, 2° 50′ 01″ E / 42.36589°N,2.83364°E                                  | MA-02.060.01 | {{ca\|Plàtana Grossa d'en Massot (Darnius)}} · {{WLE-AD-ES\|MA-02.060.01}} · {{Object location dec\|42.36589\|2.83364\|region:ES-CT_type:landmark_source:cawiki}} · [[Categoria:Plàtana Grossa d'en Massot]]                |
| El Suratell                                                  | AM 1991                     | Quercus suber Normal                | 18,0 x 4,53 x 20,0                | La Jonquera Mas Llong, massís de les Salines, Sant Julià dels Tords 42° 25′ 51″ N, 2° 50′ 07″ E / 42.43090°N,2.83528°E | MA-02.086.01 | {{ca\|El Suratell (la Jonquera)}} · {{WLE-AD-ES\|MA-02.086.01}} · {{Object location dec\|42.43090\|2.83528\|region:ES-CT_type:landmark_source:cawiki}} · [[Categoria:El Suratell]]                                          |
| Arbre de la Llibertat de Llançà                              | AM 1990                     | Platanus × hispanica Normal         | 11,5 x 3,48 x 12,5                | Llançà Plaça Major 42° 21′ 48″ N, 3° 09′ 07″ E / 42.36328°N,3.15201°E                                                  | MA-02.092.01 | {{ca\|Arbre de la Llibertat de Llançà}} · {{WLE-AD-ES\|MA-02.092.01}} · {{Object location dec\|42.36328\|3.15201\|region:ES-CT_type:landmark_source:cawiki}} · [[Categoria:L'Arbre de la Llibertat]]                        |
| La Pubilla                                                   | AM 2000                     | Quercus suber Normal                | 14,0 x 5,27 x 16,0                | Maçanet de Cabrenys A uns 500 metres al sud-est de Can Vinyes 42° 23′ 21″ N, 2° 46′ 29″ E / 42.38909°N,2.77481°E       | MA-02.102.01 | {{ca\|Suro de la Pubilla (Maçanet de Cabrenys)}} · {{WLE-AD-ES\|MA-02.102.01}} · {{Object location dec\|42.38909\|2.77481\|region:ES-CT_type:landmark_source:cawiki}} · [[Categoria:La Pubilla (arbre)]]                    |
| Alzina de la Font de Can Massanet                            | AM 1991                     | Quercus ilex subsp. ilex Normal     | 18,0 x 3,46 x 23,2                | Vilafant Font de Can Massanet 42° 14′ 40″ N, 2° 56′ 06″ E / 42.24453°N,2.93494°E                                       | MA-02.221.01 | {{ca\|Alzina de la Font de Can Massanet (Vilafant)}} · {{WLE-AD-ES\|MA-02.221.01}} · {{Object location dec\|42.24453\|2.93494\|region:ES-CT_type:landmark_source:cawiki}} · [[Categoria:Alzina de la Font de Can Massanet]] |
| Alzines Bessones de Mas Nebot, o alzines Grosses del Bosquet | AM 1988                     | Dos Quercus ilex subsp. ilex Normal | 18,0 x 3,40 x 24,7                | Vilanant Camí al Mas Nebot 42° 15′ 02″ N, 2° 52′ 24″ E / 42.25049°N,2.87322°E                                          | MA-02.228.01 | {{ca\|Alzines Bessones de Mas Nebot (Vilanant)}} · {{WLE-AD-ES\|MA-02.228.01}} · {{Object location dec\|42.25049\|2.87322\|region:ES-CT_type:landmark_source:cawiki}} · [[Categoria:Alzines Bessones de Mas Nebot]]         |
| Plàtan de Can Comte                                          | AM 1991                     | Platanus × hispanica Normal         | 26,0 x 4,07 x 26,5                | Capmany Can Comte 42° 22′ 42″ N, 2° 52′ 35″ E / 42.37832°N,2.87626°E                                                   | MA-02.042.01 | {{ca\|Plàtan de Can Comte (Capmany)}} · {{WLE-AD-ES\|MA-02.042.01}} · {{Object location dec\|42.37832\|2.87626\|region:ES-CT_type:landmark_source:cawiki}} · [[Categoria:Plàtan de Can Comte]]                              |
| Plàtan de la Plaça de Colera                                 | AM 1990                     | Platanus × hispanica Normal         | 10,0 x 3,32 x 20,3                | Colera Plaça Pi i Margall 42° 24′ 14″ N, 3° 09′ 03″ E / 42.40387°N,3.15075°E                                           | MA-02.054.01 | {{ca\|Plàtan de la Plaça de Colera}} · {{WLE-AD-ES\|MA-02.054.01}} · {{Object location dec\|42.40387\|3.15075\|region:ES-CT_type:landmark_source:cawiki}} · [[Categoria:Plàtan de la Plaça de Colera]]                      |

## Alt Penedès
| Nom                     | Protecció | Espècie / estat                                | Alçària x volt del canó x capçada | Localització                                                                         | Codi         | Imatge |
| ----------------------- | --------- | ---------------------------------------------- | --------------------------------- | ------------------------------------------------------------------------------------ | ------------ | --- |
| Roure de Can Codorniu   | AM 1987   | Quercus x cerrioides En decandiment, acaballes | 17,0 x 5,22 x 29,0                | Sant Sadurní d'Anoia Can Codorniu 41° 26′ 03″ N, 1° 47′ 45″ E / 41.43404°N,1.79571°E | MA-03.240.01 | {{ca\|Roure de Can Codorniu (Sant Sadurní d'Anoia)}} · {{WLE-AD-ES\|MA-03.240.01}} · {{Object location dec\|41.43404\|1.79571\|region:ES-CT_type:landmark_source:cawiki}} · [[Categoria:Roure de Can Codorniu]]  |
| Alzina de Can Ros       | AM 1991   | Quercus ilex subsp. ilex Mort 2001, històric   | 14,5 x 4,35 x 20,3                | Subirats Can Ros, els Casots 41° 24′ 04″ N, 1° 48′ 59″ E / 41.40105°N,1.81640°E      | MA-03.273.01 | {{ca\|Alzina de Can Ros (Subirats)}} · {{WLE-AD-ES\|MA-03.273.01}} · {{Object location dec\|41.40105\|1.81640\|region:ES-CT_type:landmark_source:cawiki}} · [[Categoria:Alzina de Can Ros]]                      |
| Ametller de Can Cervera | AM 1991   | Prunus dulcis                                  | 15,0 x 3,08 x 20,5                | Torrelles de Foix Can Cervera 41° 23′ 19″ N, 1° 34′ 13″ E / 41.38869°N,1.57024°E     | MA-03.288.01 | {{ca\|Ametller de Can Cervera (Torrelles de Foix)}} · {{WLE-AD-ES\|MA-03.288.01}} · {{Object location dec\|41.38869\|1.57024\|region:ES-CT_type:landmark_source:cawiki}} · [[Categoria:Ametller de Can Cervera]] |

## Alt Urgell
| Nom                               | Protecció  | Espècie / estat                           | Alçària x volt del canó x capçada | Localització | Codi         | Imatge |
| --------------------------------- | ---------- | ----------------------------------------- | --------------------------------- | --- | ------------ | --- |
| Roures dels Vilars de Valldarques | AM 1988    | Dos Quercus faginea subsp. faginea Normal | 26,0 x 4,80 x 12,5                | Coll de Nargó Els Vilars 42° 09′ 24″ N, 1° 12′ 45″ E / 42.156542°N,1.212626°E                                     | MA-04.077.01 | {{ca\|Roures dels Vilars de Valldarques (Coll de Nargó)}} · {{WLE-AD-ES\|MA-04.077.01}} · {{Object location dec\|42.156542\|1.212626\|region:ES-CT_type:landmark_source:cawiki}} · [[Categoria:Roures dels Vilars de Valldarques]] |
| Alzinera de Coma Servera          | AM 1988    | Quercus ilex subsp. ballota Normal        | 11,0 x 3,46 x 17,6                | Ribera d'Urgellet Coma Servera, Montant de Tost 42° 14′ 27″ N, 1° 24′ 17″ E / 42.24097°N,1.40466°E                | MA-04.185.01 | {{ca\|Alzinera de Coma Servera (Ribera d'Urgellet)}} · {{WLE-AD-ES\|MA-04.185.01}} · {{Object location dec\|42.24097\|1.40466\|region:ES-CT_type:landmark_source:cawiki}} · [[Categoria:Alzinera de Coma Servera]]                 |
| Alzina de Can Cotet               | AM 1995    | Quercus ilex subsp. ballota Normal        | 15,0 x 3,35 x 8,50                | Les Valls de Valira Davant la borda Caballé, la Farga de Moles 42° 25′ 39″ N, 1° 27′ 40″ E / 42.42753°N,1.46111°E | MA-04.239.01 | {{ca\|Alzina de Can Cotet (les Valls de Valira)}} · {{WLE-AD-ES\|MA-04.239.01}} · {{Object location dec\|42.42753\|1.46111\|region:ES-CT_type:landmark_source:cawiki}} · [[Categoria:Alzina de Can Cotet]]                         |
| Pins vells de l'Arp               | AM previst | Tres Pinus uncinata Normal                | 18,0 x 5,46 x 13,5                | La Vansa i Fórnols L'Arp, Sorribes de la Vansa 42° 12′ 01″ N, 1° 30′ 55″ E / 42.200161°N,1.515380°E               | MA-04.909.01 | {{ca\|Pins vells de l'Arp (la Vansa i Fórnols)}} · {{WLE-AD-ES\|MA-04.909.01}} · {{Object location dec\|42.200161\|1.515380\|region:ES-CT_type:landmark_source:cawiki}} · [[Categoria:Pins vells de l'Arp]]                        |

## Alta Ribagorça
| Nom                                 | Protecció                                         | Espècie / estat            | Alçària x volt del canó x capçada | Localització                                                                                                | Codi         | Imatge |
| ----------------------------------- | ------------------------------------------------- | -------------------------- | --------------------------------- | --- | ------------ | --- |
| Avet de la Cremada, o avet de Llacs | AM 1995 PNC Aigüestortes i Estany de Sant Maurici | Abies alba Normal          | 30,0 x 6,19 x 15,8                | Vall de Boí La Cremada, barranc de Llacs 42° 32′ 48″ N, 0° 54′ 56″ E / 42.54674°N,0.91565°E                 | MA-05.041.01 | {{ca\|Avet de la Cremada (Vall de Boí)}} · {{WLE-AD-ES\|MA-05.041.01}} · {{Object location dec\|42.54674\|0.91565\|region:ES-CT_type:landmark_source:cawiki}} · [[Categoria:Avet de la Cremada]]                   |
| Avet del Barranc de Morrano         | AM 1995 PNC Aigüestortes i Estany de Sant Maurici | Abies alba Normal          | 38,0 x 3,98 x 9,0                 | Vall de Boí Barranc de Morrano 42° 32′ 54″ N, 0° 55′ 18″ E / 42.54845°N,0.92162°E                           | MA-05.043.02 | {{ca\|Avet del Barranc de Morrano (Vall de Boí)}} · {{WLE-AD-ES\|MA-05.043.02}} · {{Object location dec\|42.54845\|0.92162\|region:ES-CT_type:landmark_source:cawiki}} · [[Categoria:Avet del Barranc de Morrano]] |
| Grèvols de les Llaveades            | AM 1995 PNC Aigüestortes i Estany de Sant Maurici | Dos Ilex aquifolium Normal | 5,0 x 0,85 x 6,0                  | Vall de Boí Les Covetes 42° 33′ 09″ N, 0° 54′ 15″ E / 42.55250°N,0.90416°E                                  | MA-05.044.04 | {{ca\|Grèvols de les Llaveades (Vall de Boí)}} · {{WLE-AD-ES\|MA-05.044.04}} · {{Object location dec\|42.55250\|0.90416\|region:ES-CT_type:landmark_source:cawiki}} · [[Categoria:Grèvols de les Llaveades]]       |
| Om del Trinquet, o Om de Vilaller   | AM 1990                                           | Ulmus minor Moribund       | 15,0 x 3,6 x 14,50                | Vilaller Carrer del Trinquet 42° 28′ 39″ N, 0° 42′ 58″ E / 42.47752°N,0.71598°E                             | MA-05.245.01 | {{ca\|Om del Trinquet (Vilaller)}} · {{WLE-AD-ES\|MA-05.245.01}} · {{Object location dec\|42.47752\|0.71598\|region:ES-CT_type:landmark_source:cawiki}} · [[Categoria:L'Om del Trinquet]]                          |
| Pi de Peixerani                     | AM 1995 PNC Aigüestortes i Estany de Sant Maurici | Pinus uncinata Normal      | 15,0 x 5,01 x 14,8                | Vall de Boí Barranc de Peixerani, vora de l'estany Llong 42° 34′ 19″ N, 0° 57′ 20″ E / 42.57206°N,0.95567°E | MA-05.043.03 | {{ca\|Pi de Peixerani (Vall de Boí)}} · {{WLE-AD-ES\|MA-05.043.03}} · {{Object location dec\|42.57206\|0.95567\|region:ES-CT_type:landmark_source:cawiki}} · [[Categoria:Pi de Peixerani]]                         |

## Anoia
| Nom                           | Protecció                              | Espècie / estat                                   | Alçària x volt del canó x capçada | Localització                                                                          | Codi         | Imatge |
| ----------------------------- | -------------------------------------- | ------------------------------------------------- | --------------------------------- | ------------------------------------------------------------------------------------- | ------------ | --- |
| Pi Gros de Can Gallego        | AM 1991 EIN les Valls de l'Anoia       | Pinus pinea Mort 2000, amb restes                 | 29,5 x 4,04 x 24,1                | Cabrera d'Igualada Can Gallego 41° 28′ 34″ N, 1° 44′ 24″ E / 41.47607°N,1.73997°E     | MA-06.028.01 | {{ca\|Pi Gros de Can Gallego (Cabrera d'Igualada)}} · {{WLE-AD-ES\|MA-06.028.01}} · {{Object location dec\|41.47607\|1.73997\|region:ES-CT_type:landmark_source:cawiki}} · [[Categoria:Pi Gros de Can Gallego]]      |
| Roure d'Ancosa                | AM 1990 EIN Sistema prelitoral central | Quercus × cerrioides Normal                       | 16,0 x 4,48 x 24,8                | La Llacuna Plana d'Ancosa 41° 26′ 52″ N, 1° 29′ 31″ E / 41.44780°N,1.49194°E          | MA-06.104.01 | {{ca\|Roure d'Ancosa (la Llacuna)}} · {{WLE-AD-ES\|MA-06.104.01}} · {{Object location dec\|41.44780\|1.49194\|region:ES-CT_type:landmark_source:cawiki}} · [[Categoria:Roure d'Ancosa]]                              |
| Pineda de Can Ferrer del Coll | DM 1995 EIN les Valls de l'Anoia       | Pinus halepensis, P. pinea Normal                 | 38,0 x 2,88 x 14,8                | Piera Cal Ferrer del Coll, el Bedorc 41° 30′ 03″ N, 1° 42′ 55″ E / 41.5007°N,1.7153°E | MA-06.161.01 | {{ca\|Pineda de Can Ferrer del Coll (Piera)}} · {{WLE-AD-ES\|MA-06.161.01}} · {{Object location dec\|41.5007\|1.7153\|region:ES-CT_type:forest_dim:500_source:cawiki}} · [[Categoria:Pineda de Can Ferrer del Coll]] |
| Alzina de Can Gol             | AM 2000 EIN Serra de Miralles-Queralt  | Quercus ilex subsp. ballota Mort 2021, amb restes | 12,0 x 4,50 x 17,8                | Sant Martí de Tous Can Gol 41° 32′ 22″ N, 1° 30′ 45″ E / 41.53958°N,1.51251°E         | MA-06.226.01 | {{ca\|Alzina de Can Gol (Sant Martí de Tous)}} · {{WLE-AD-ES\|MA-06.226.01}} · {{Object location dec\|41.53958\|1.51251\|region:ES-CT_type:landmark_source:cawiki}} · [[Categoria:Alzina de Can Gol]]                |

## Bages
| Nom                                                 | Protecció                             | Espècie / estat                                         | Alçària x volt del canó x capçada | Localització | Codi         | Imatge |
| --------------------------------------------------- | ------------------------------------- | ------------------------------------------------------- | --------------------------------- | --- | ------------ | --- |
| Alzina del Mas Pujol                                | AM 1995 EIN Serra de Miralles-Queralt | Quercus ilex subsp. ilex Normal                         | 16,0 x 3,20 x 22,3                | Artés Mas Pujol Nou, entre la riera Gabarresa i l'Eix transversal 41° 48′ 24″ N, 1° 56′ 03″ E / 41.80653°N,1.93424°E | MA-07.010.01 | {{ca\|Alzina del Mas Pujol (Artés)}} · {{WLE-AD-ES\|MA-07.010.01}} · {{Object location dec\|41.80653\|1.93424\|region:ES-CT_type:landmark_source:cawiki}} · [[Categoria:Alzina del Mas Pujol]]               |
| Pi del Rèvol, o Pi del Palà de Coma                 | AM 1995                               | Pinus nigra subsp. salzmannii Mort 1998, restes ex-situ | 35,0 x 2,02 x 7,00                | Cardona Cal Rovelló, Palà de Coma 41° 55′ 06″ N, 1° 37′ 41″ E / 41.91847°N,1.62801°E                                 | MA-07.047.01 | {{ca\|Pi del Rèvol (Cardona)}} · {{WLE-AD-ES\|MA-07.047.01}} · {{Object location dec\|41.91847\|1.62801\|region:ES-CT_type:landmark_source:cawiki}} · [[Categoria:Pi del Rèvol]]                             |
| Alzina Grossa de Querol o Alzina del Mas de Querols | AM 1991                               | Quercus ilex subsp. ilex Normal                         | 14,5 x 3,65 x 22,8                | Fonollosa Mas Querols 41° 45′ 34″ N, 1° 40′ 28″ E / 41.75932°N,1.67458°E                                             | MA-07.084.01 | {{ca\|Alzina Grossa de Querol (Fonollosa)}} · {{WLE-AD-ES\|MA-07.084.01}} · {{Object location dec\|41.75932\|1.67458\|region:ES-CT_type:landmark_source:cawiki}} · [[Categoria:Alzina Grossa de Querol]]     |
| Plàtan d'en Gibert                                  | AM 1997                               | Platanus x hispanica Normal                             | 33,0 x 4,45 x 26,1                | Monistrol de Montserrat Carretera de Monistrol a Montserrat 41° 36′ 36″ N, 1° 50′ 42″ E / 41.61003°N,1.84508°E       | MA-07.127.01 | {{ca\|Plàtan d'en Gibert (Monistrol de Montserrat)}} · {{WLE-AD-ES\|MA-07.127.01}} · {{Object location dec\|41.61003\|1.84508\|region:ES-CT_type:landmark_source:cawiki}} · [[Categoria:Plàtan d'en Gibert]] |
| Lledoner de l'Estació                               | AM 1991                               | Celtis australis En decandiment                         | 19,0 x 3,00 x 20,6                | Rajadell Estació 41° 43′ 56″ N, 1° 41′ 56″ E / 41.73231°N,1.69892°E                                                  | MA-07.178.01 | {{ca\|Lledoner de l'Estació (Rajadell)}} · {{WLE-AD-ES\|MA-07.178.01}} · {{Object location dec\|41.73231\|1.69892\|region:ES-CT_type:landmark_source:cawiki}} · [[Categoria:Lledoner de l'Estació]]          |

## Baix Camp
| Nom                                 | Protecció  | Espècie / estat                     | Alçària x volt del canó x capçada | Localització | Codi         | Imatge |
| ----------------------------------- | ---------- | ----------------------------------- | --------------------------------- | --- | ------------ | --- |
| Alzina del Mas de Borbó             | AM 1988    | Quercus ilex subsp. ilex Normal     | 11,0 x 6,45 x 24,5                | L'Aleixar Mas de Borbó 41° 12′ 55″ N, 1° 04′ 36″ E / 41.21526°N,1.07656°E                                            | MA-08.007.01 | {{ca\|Alzina del Mas de Borbó (l'Aleixar)}} · {{WLE-AD-ES\|MA-08.007.01}} · {{Object location dec\|41.21526\|1.07656\|region:ES-CT_type:landmark_source:cawiki}} · [[Categoria:Alzina del Mas de Borbó]]                    |
| Pi de les Planes, o Pi de l'Aleixar | AM 1990    | Pinus pinea Normal                  | 19,5 x 4,55 x 27,6                | L'Aleixar Camí de les Planes 41° 12′ 39″ N, 1° 02′ 46″ E / 41.21089°N,1.04612°E                                      | MA-08.007.02 | {{ca\|Pi de les Planes (l'Aleixar)}} · {{WLE-AD-ES\|MA-08.007.02}} · {{Object location dec\|41.21089\|1.04612\|region:ES-CT_type:landmark_source:cawiki}} · [[Categoria:Pi de les Planes]]                                  |
| Perelloner del Cisterer             | AM 1991    | Pyrus spinosa Normal                | 10,5 x 1,97 x 16,0                | Prades Cap del Plans, a mà dreta de la carretera que va de Prades 41° 17′ 48″ N, 0° 59′ 18″ E / 41.29665°N,0.98828°E | MA-08.116.01 | {{ca\|Perelloner del Cisterer (Prades)}} · {{WLE-AD-ES\|MA-08.116.01}} · {{Object location dec\|41.29665\|0.98828\|region:ES-CT_type:landmark_source:cawiki}} · [[Categoria:Perelloner del Cisterer]]                       |
| Pi de Bofarull                      | AM 1991    | Pinus pinea Normal                  | 20,5 x 4,28 x 21,4                | Reus Carretera de l'aeroport 41° 08′ 40″ N, 1° 08′ 40″ E / 41.14451°N,1.14447°E                                      | MA-08.123.01 | {{ca\|Pi de Bofarull (Reus)}} · {{WLE-AD-ES\|MA-08.123.01}} · {{Object location dec\|41.14451\|1.14447\|region:ES-CT_type:landmark_source:cawiki}} · [[Categoria:Pi de Bofarull]]                                           |
| Pi del Boter                        | AM 1997    | Pinus pinea Mort 2001, sense restes | 22,0 x 4,35 x 26,3                | Riudoms Alqueria, Mas del Boter 41° 08′ 20″ N, 1° 01′ 22″ E / 41.13876°N,1.02286°E                                   | MA-08.129.01 | {{ca\|Pi del Boter (Riudoms)}} · {{WLE-AD-ES\|MA-08.129.01}} · {{Object location dec\|41.13876\|1.02286\|region:ES-CT_type:landmark_source:cawiki}} · [[Categoria:Pi del Boter]]                                            |
| Alzina de la Viuda                  | AM previst | Quercus ilex Normal                 | 16,0 x 4,53 x 23,3                | Vandellòs i l'Hospitalet de l'Infant Les Alzines, Remullà 41° 01′ 58″ N, 0° 49′ 29″ E / 41.032811°N,0.824634°E       | MA-08.162.01 | {{ca\|Alzina de la Viuda (Vandellòs i l'Hospitalet de l'Infant)}} · {{WLE-AD-ES\|MA-08.162.01}} · {{Object location dec\|41.032811\|0.824634\|region:ES-CT_type:landmark_source:cawiki}} · [[Categoria:Alzina de la Viuda]] |
| Cedre Borni (de Casa Malla)         | AM previst | Cedrus sp. Normal                   | 21,0 x 3,93 x 22,6                | Vinyols i els Arcs Casa Malla, Vinyols 41° 06′ 55″ N, 1° 02′ 18″ E / 41.11522°N,1.03841°E                            | MA-08.178.01 | {{ca\|Cedre Borni (Vinyols i els Arcs)}} · {{WLE-AD-ES\|MA-08.178.01}} · {{Object location dec\|41.11522\|1.03841\|region:ES-CT_type:landmark_source:cawiki}} · [[Categoria:Cedre Borni (de casa Malla)]]                   |

## Baix Ebre
| Nom                       | Protecció                 | Espècie / estat                           | Alçària x volt del canó x capçada | Localització                                                                                                 | Codi         | Imatge |
| ------------------------- | ------------------------- | ----------------------------------------- | --------------------------------- | --- | ------------ | --- |
| Eucaliptus de Jesús       | AM 1992                   | Eucalyptus camaldulensis Normal           | 31,0 x 5,08 x 31,5                | Tortosa Pati de l'Església de la Immaculada, Jesús 40° 49′ 29″ N, 0° 30′ 40″ E / 40.82467°N,0.51118°E        | MA-09.155.02 | {{ca\|Eucaliptus de Jesús (Tortosa)}} · {{WLE-AD-ES\|MA-09.155.02}} · {{Object location dec\|40.82467\|0.51118\|region:ES-CT_type:landmark_source:cawiki}} · [[Categoria:Eucaliptus de Jesús]]                      |
| Pi del Perillo            | AM 2000 PNT dels Ports    | Pinus halepensis Normal                   | 9 x 4,6 x 19,5                    | Alfara de Carles Font de Perera, prop del xalet de Rapons 40° 54′ 02″ N, 0° 26′ 35″ E / 40.90053°N,0.44295°E | MA-09.008.01 | {{ca\|Pi del Perillo (Alfara de Carles)}} · {{WLE-AD-ES\|MA-09.008.01}} · {{Object location dec\|40.90053\|0.44295\|region:ES-CT_type:landmark_source:cawiki}} · [[Categoria:Pi del Perillo]]                       |
| Om de Burjassénia         | AM 1990                   | Ulmus minor Normal                        | 15,5 x 4,55 x 19,0                | L'Aldea Burjassénia 40° 43′ 57″ N, 0° 35′ 45″ E / 40.73243°N,0.59588°E                                       | MA-09.904.01 | {{ca\|Om de Burjassénia (l'Aldea)}} · {{WLE-AD-ES\|MA-09.904.01}} · {{Object location dec\|40.73243\|0.59588\|region:ES-CT_type:landmark_source:cawiki}} · [[Categoria:Om de Burjassénia]]                          |
| Plàtan de Bítem           | AM 1990                   | Platanus x hispanica Normal               | 28,5 x 4,75 x 23,8                | Tortosa Hort dels Hivernacles, Bítem 40° 52′ 18″ N, 0° 31′ 09″ E / 40.87168°N,0.51912°E                      | MA-09.155.01 | {{ca\|Plàtan de Bítem (Tortosa)}} · {{WLE-AD-ES\|MA-09.155.01}} · {{Object location dec\|40.87168\|0.51912\|region:ES-CT_type:landmark_source:cawiki}} · [[Categoria:Plàtan de Bítem]]                              |
| Roures dels Ullals        | AM 2005 PNT dels Ports    | Dos Quercus faginea subsp. faginea Normal | 22,5 x 3,23 x 11,0                | Alfara de Carles Font dels Ullals, vora la plaça de braus 40° 51′ 31″ N, 0° 21′ 56″ E / 40.85868°N,0.36548°E | MA-09.008.03 | {{ca\|Roures dels Ullals (Alfara de Carles)}} · {{WLE-AD-ES\|MA-09.008.03}} · {{Object location dec\|40.85868\|0.36548\|region:ES-CT_type:landmark_source:cawiki}} · [[Categoria:Roures de l'Ullal]]                |
| Teixos de l'Enclusa       | AM 2005 PNT dels Ports    | Dos Taxus baccata Normal                  | 10,0 x 4,15 x 14,4                | Alfara de Carles L'Enclusa, barranc de la Paridora 40° 48′ 54″ N, 0° 16′ 48″ E / 40.814862°N,0.279886°E      | MA-09.008.02 | {{ca\|Teixos de l'Enclusa (Alfara de Carles)}} · {{WLE-AD-ES\|MA-09.008.02}} · {{Object location dec\|40.814862\|0.279886\|region:ES-CT_type:landmark_source:cawiki}} · [[Categoria:Arbre Monumental of Catalonia]] |
| Teixos de Marturi         | AM 1992 PNT dels Ports    | Dos Taxus baccata Normal                  | 7,0 x 5,82 x 9,0                  | Roquetes Marturi-Port de Caro 40° 46′ 48″ N, 0° 18′ 47″ E / 40.77988°N,0.31307°E                             | MA-09.133.01 | {{ca\|Teixos de Marturi (Roquetes)}} · {{WLE-AD-ES\|MA-09.133.01}} · {{Object location dec\|40.77988\|0.31307\|region:ES-CT_type:landmark_source:cawiki}} · [[Categoria:Teixos de Marturi]]                         |
| Pi de Casserres           | AM previst PNT dels Ports | Pinus sylvestris Normal                   | 17,35 x 2,72 x 13,6               | Alfara de Carles Accés restringits entre dues finques 40° 49′ 34″ N, 0° 19′ 02″ E / 40.82619°N,0.31724°E     | MA-09.008.04 | {{ca\|Pi de Casserres (Alfara de Carles)}} · {{WLE-AD-ES\|MA-09.008.04}} · {{Object location dec\|40.82619\|0.31724\|region:ES-CT_type:landmark_source:cawiki}} · [[Categoria:Pi de Casserres]]                     |
| Nouer Americà de Remolins | AM previst                | Carya illinoinensis Normal                | 22,5 x 2,88 x 31,0                | Tortosa Remolins 40° 49′ 19″ N, 0° 31′ 30″ E / 40.82194°N,0.52493°E                                          | MA-09.155.03 | {{ca\|Nouer Americà de Remolins (Tortosa)}} · {{WLE-AD-ES\|MA-09.155.03}} · {{Object location dec\|40.82194\|0.52493\|region:ES-CT_type:landmark_source:cawiki}} · [[Categoria:Nouer Americà de Remolins]]          |

## Baix Empordà
| Nom                                | Protecció | Espècie / estat                                  | Alçària x volt del canó x capçada | Localització | Codi         | Imatge |
| ---------------------------------- | --------- | ------------------------------------------------ | --------------------------------- | --- | ------------ | --- |
| Alzina de Mas Salelles             | AM 1992   | Quercus ilex subsp. ilex Mort 2005, sense restes | 20,5 x 3,67 x 24,6                | Cruïlles, Monells i Sant Sadurní de l'Heura Mas Salelles, vora del riu Daró, Cruïlles 41° 56′ 28″ N, 3° 00′ 05″ E / 41.941044°N,3.001434°E | MA-10.901.01 | {{ca\|Alzina de Mas Salelles (Cruïlles, Monells i Sant Sadurní de l'Heura)}} · {{WLE-AD-ES\|MA-10.901.01}} · {{Object location dec\|41.941044\|3.001434\|region:ES-CT_type:landmark_source:cawiki}} · [[Categoria:Alzina de Mas Salelles]]   |
| Arboç de Can Genoer                | AM 2000   | Arbutus unedo Normal                             | 8,5 x 2,38 x 8,2                  | Cruïlles, Monells i Sant Sadurní de l'Heura Prop de Can Genoer, a la dreta del camí 41° 53′ 56″ N, 2° 59′ 16″ E / 41.89900°N,2.98791°E     | MA-10.901.02 | {{ca\|Arboç de Can Genoer (Cruïlles, Monells i Sant Sadurní de l'Heura)}} · {{WLE-AD-ES\|MA-10.901.02}} · {{Object location dec\|41.89900\|2.98791\|region:ES-CT_type:landmark_source:cawiki}} · [[Categoria:Arbre Monumental of Catalonia]] |
| Llentiscle de Torrent              | AM 1991   | Pistacia lentiscus Normal                        | 5,5 x 1,90 x 8,0                  | Torrent Prop de l'encreuament de la C-255 amb la GI-652 41° 56′ 45″ N, 3° 07′ 24″ E / 41.94586°N,3.12345°E                                 | MA-10.197.01 | {{ca\|Llentiscle de Torrent (Torrent)}} · {{WLE-AD-ES\|MA-10.197.01}} · {{Object location dec\|41.94586\|3.12345\|region:ES-CT_type:landmark_source:cawiki}} · [[Categoria:Llentiscle de Torrent d'Empordà]]                                 |
| Pi Gros d'en Cama, o Pi de Romanyà | AM 1991   | Pinus pinea Normal                               | 30,5 x 3,81 x 18,8                | Santa Cristina d'Aro Romanyà de la Selva, 330 metres al sud 41° 51′ 01″ N, 2° 58′ 58″ E / 41.85018°N,2.98288°E                             | MA-10.181.01 | {{ca\|Pi Gros d'en Cama (Santa Cristina d'Aro)}} · {{WLE-AD-ES\|MA-10.181.01}} · {{Object location dec\|41.85018\|2.98288\|region:ES-CT_type:landmark_source:cawiki}} · [[Categoria:Pi Gros d'en Cama]]                                      |

## Baix Llobregat
| Nom                           | Protecció               | Espècie / estat                                  | Alçària x volt del canó x capçada | Localització                                                                                            | Codi         | Imatge |
| ----------------------------- | ----------------------- | ------------------------------------------------ | --------------------------------- | --- | ------------ | --- |
| Alzina de Puigvoltor          | AM 1991 Parc del Garraf | Quercus ilex subsp. ilex Normal                  | 17,5 x 5,4 x 19,0                 | Begues Font de Puigmoltó 41° 19′ 02″ N, 1° 55′ 20″ E / 41.31731°N,1.92216°E                             | MA-11.020.01 | {{ca\|Alzina de Puigvoltor (Begues)}} · {{WLE-AD-ES\|MA-11.020.01}} · {{Object location dec\|41.31731\|1.92216\|region:ES-CT_type:landmark_source:cawiki}} · [[Categoria:Alzina de Puigvoltor]]                     |
| Alzina de Can Mitjans         | AM 1997                 | Quercus ilex subsp. ilex Mort 1999, sense restes | 14,0 x 4,08 x 25,5                | Castellví de Rosanes Horts de Can Mitjans 41° 26′ 43″ N, 1° 56′ 29″ E / 41.44522°N,1.94128°E            | MA-11.066.01 | {{ca\|Alzina de Can Mitjans (Castellví de Rosanes)}} · {{WLE-AD-ES\|MA-11.066.01}} · {{Object location dec\|41.44522\|1.94128\|region:ES-CT_type:landmark_source:cawiki}} · [[Categoria:Alzina de Can Mitjans]]     |
| Lledoner del Mas del Lledoner | AM 2000                 | Celtis australis Normal                          | 13,0 x 7,20 x 17,3                | Cervelló Pati del Mas el Lledoner 41° 23′ 29″ N, 1° 54′ 17″ E / 41.39143°N,1.90479°E                    | MA-11.068.01 | {{ca\|Lledoner del Mas del Lledoner (Cervelló)}} · {{WLE-AD-ES\|MA-11.068.01}} · {{Object location dec\|41.39143\|1.90479\|region:ES-CT_type:landmark_source:cawiki}} · [[Categoria:Lledoner del Mas del Lledoner]] |
| Pi Gros del Salt              | AM 1995                 | Pinus pinea Mort 1998, encara dret               | 34,0 x 4,45 x 17,5                | Esparreguera Torrent del Salt, urbanització Can Rial 41° 31′ 44″ N, 1° 51′ 34″ E / 41.52881°N,1.85945°E | MA-11.076.01 | {{ca\|Pi Gros del Salt (Esparreguera)}} · {{WLE-AD-ES\|MA-11.076.01}} · {{Object location dec\|41.52881\|1.85945\|region:ES-CT_type:landmark_source:cawiki}} · [[Categoria:Pi Gros del Salt]]                       |

## Baix Penedès
| Nom                | Protecció | Espècie / estat              | Alçària x volt del canó x capçada | Localització                                                                    | Codi         | Imatge |
| ------------------ | --------- | ---------------------------- | --------------------------------- | ------------------------------------------------------------------------------- | ------------ | --- |
| Freixe d'Aiguaviva | AM 1990   | Fraxinus angustifolia Normal | 24,0 x 5,32 x 27,0                | El Montmell Font d'Aiguaviva 41° 21′ 05″ N, 1° 30′ 04″ E / 41.35135°N,1.50112°E | MA-12.090.01 | {{ca\|Freixe d'Aiguaviva (el Montmell)}} · {{WLE-AD-ES\|MA-12.090.01}} · {{Object location dec\|41.35135\|1.50112\|region:ES-CT_type:landmark_source:cawiki}} · [[Categoria:Freixe d'Aiguaviva]] |

## Barcelonès
| Nom                        | Protecció  | Espècie / estat                | Alçària x volt del canó x capçada | Localització                                                                          | Codi         | Imatge |
| -------------------------- | ---------- | ------------------------------ | --------------------------------- | ------------------------------------------------------------------------------------- | ------------ | --- |
| Noguera Alada de Montjuïc  | AM previst | Pterocarya × rehderiana Normal | 32,0 x 3,8 x 27,0                 | Barcelona Jardí Botànic Històric 41° 22′ 01″ N, 2° 09′ 07″ E / 41.367002°N,2.151885°E | MA-13.931.01 | {{ca\|Noguera Alada de Montjuïc (Barcelona)}} · {{WLE-AD-ES\|MA-13.931.01}} · {{Object location dec\|41.367002\|2.151885\|region:ES-CT_type:landmark_source:cawiki}} · [[Categoria:Arbre Monumental of Catalonia]]  |
| Freixe de Montjuïc         | AM previst | Fraxinus angustifolia Normal   | 29,0 x 2,5 x 15,4                 | Barcelona Jardí Botànic Històric 41° 22′ 01″ N, 2° 09′ 07″ E / 41.366939°N,2.151886°E | MA-13.931.02 | {{ca\|Freixe de Montjuïc (Barcelona)}} · {{WLE-AD-ES\|MA-13.931.02}} · {{Object location dec\|41.366939\|2.151886\|region:ES-CT_type:landmark_source:cawiki}} · [[Categoria:Arbre Monumental of Catalonia]]         |
| Freixe Americà de Montjuïc | AM previst | Fraxinus pennsylvanica Normal  | 32,0 x 3,16 x 24,0                | Barcelona Jardí Botànic Històric 41° 22′ 02″ N, 2° 09′ 06″ E / 41.367127°N,2.151752°E | MA-13.931.03 | {{ca\|Freixe Americà de Montjuïc (Barcelona)}} · {{WLE-AD-ES\|MA-13.931.03}} · {{Object location dec\|41.367127\|2.151752\|region:ES-CT_type:landmark_source:cawiki}} · [[Categoria:Arbre Monumental of Catalonia]] |
| Plàtan Fals de Montjuïc    | AM previst | Acer pseudoplatanus Normal     | 30,0 x 1,38 x 12,0                | Barcelona Jardí Botànic Històric 41° 22′ 01″ N, 2° 09′ 07″ E / 41.366884°N,2.151851°E | MA-13.931.04 | {{ca\|Plàtan Fals de Montjuïc (Barcelona)}} · {{WLE-AD-ES\|MA-13.931.04}} · {{Object location dec\|41.366884\|2.151851\|region:ES-CT_type:landmark_source:cawiki}} · [[Categoria:Arbre Monumental of Catalonia]]    |

## Berguedà
| Nom                                         | Protecció                             | Espècie / estat                         | Alçària x volt del canó x capçada | Localització                                                                                         | Codi         | Imatge |
| ------------------------------------------- | ------------------------------------- | --------------------------------------- | --------------------------------- | --- | ------------ | --- |
| Pi de les Tres Branques I                   | AM 1987                               | Pinus sylvestris Mort 1915, encara dret | 25,0 x 1,85 x                     | Castellar del Riu Pla de Campllong 42° 06′ 38″ N, 1° 46′ 55″ E / 42.11053°N,1.78195°E                | MA-14.050.01 | {{ca\|Pi de les Tres Branques I (Castellar del Riu)}} · {{WLE-AD-ES\|MA-14.050.01}} · {{Object location dec\|42.11053\|1.78195\|region:ES-CT_type:landmark_source:cawiki}} · [[Categoria:Pi de les Tres Branques]]                |
| Pi de les Tres Branques II, Pi Jove         | AM 1987                               | Pinus sylvestris Normal                 | 19,0 x 2,97 x 12,6                | Castellar del Riu Pla de Campllong 42° 06′ 33″ N, 1° 46′ 45″ E / 42.10930°N,1.77909°E                | MA-14.050.02 | {{ca\|Pi de les Tres Branques II (Castellar del Riu)}} · {{WLE-AD-ES\|MA-14.050.02}} · {{Object location dec\|42.10930\|1.77909\|region:ES-CT_type:landmark_source:cawiki}} · [[Categoria:Pi Jove de les Tres Branques]]          |
| Avet de les Molleres de Gresolet            | AM previst PNIN Massís del Pedraforca | Abies alba Normal                       | 35,0 x 4,08 x 13,5                | Saldes Baga de Gresolet, les Molleres de Gresolet 42° 15′ 20″ N, 1° 41′ 54″ E / 42.25557°N,1.69820°E | MA-14.190.01 | {{ca\|Avet de les Molleres de Gresolet (Saldes)}} · {{WLE-AD-ES\|MA-14.190.01}} · {{Object location dec\|42.25557\|1.69820\|region:ES-CT_type:landmark_source:cawiki}} · [[Categoria:Avet de les Molleres de Gresolet]]           |
| Faig Gros de les Molleres de Gresolet       | AM previst PNIN Massís del Pedraforca | Fagus sylvatica Normal                  | 20,0 x 5,22 x 20,5                | Saldes Baga de Gresolet, les Molleres de Gresolet 42° 15′ 23″ N, 1° 41′ 56″ E / 42.25635°N,1.69883°E | MA-14.190.02 | {{ca\|Faig Gros de les Molleres de Gresolet (Saldes)}} · {{WLE-AD-ES\|MA-14.190.02}} · {{Object location dec\|42.25635\|1.69883\|region:ES-CT_type:landmark_source:cawiki}} · [[Categoria:Faig Gros de les Molleres de Gresolet]] |
| Faigs del Clot de l'Om de Gresolet          | AM previst PNIN Massís del Pedraforca | Quatre Fagus sylvatica Normal           | 35,0 x 4,64 x 26,5                | Saldes Baga de Gresolet, les Molleres de Gresolet 42° 15′ 28″ N, 1° 42′ 30″ E / 42.25768°N,1.70843°E | MA-14.190.03 | {{ca\|Faigs del Clot de l'Om de Gresolet (Saldes)}} · {{WLE-AD-ES\|MA-14.190.03}} · {{Object location dec\|42.25768\|1.70843\|region:ES-CT_type:landmark_source:cawiki}} · [[Categoria:Faigs del Clot de l'Om de Gresolet]]       |
| Pins Vells de la Pleta dels Baganesos       | AM previst PNT Cadí-Moixeró           | Quatre Pinus uncinata En decandiment    | 10,0 x 4,14 x 11,5                | Saldes Baga de Gresolet, Solell del Coll de Torn 42° 16′ 21″ N, 1° 42′ 09″ E / 42.27239°N,1.70259°E  | MA-14.190.04 | {{ca\|Pins Vells de la Pleta dels Baganesos (Saldes)}} · {{WLE-AD-ES\|MA-14.190.04}} · {{Object location dec\|42.27239\|1.70259\|region:ES-CT_type:landmark_source:cawiki}} · [[Categoria:Pins Vells de la Pleta dels Baganesos]] |
| Pi del Roc dels Castellots                  | AM previst PNT Cadí-Moixeró           | Pinus uncinata En decandiment           | 13,5 x 4,60 x 11,3                | Saldes Baga de Gresolet, Solell del Coll de Torn 42° 16′ 23″ N, 1° 42′ 38″ E / 42.27306°N,1.71065°E  | MA-14.190.05 | {{ca\|Pi del Roc dels Castellots (Saldes)}} · {{WLE-AD-ES\|MA-14.190.05}} · {{Object location dec\|42.27306\|1.71065\|region:ES-CT_type:landmark_source:cawiki}} · [[Categoria:Pi del Roc dels Castellots]]                       |
| Faig de la Baga de Gresolet, o Faig Setrill | AM previst PNIN Massís del Pedraforca | Fagus sylvatica Normal                  | 28,0 x 3,79 x 24,5                | Saldes Baga o Bosc de Gresolet 42° 15′ 48″ N, 1° 43′ 54″ E / 42.26346°N,1.73175°E                    | MA-14.190.06 | {{ca\|Faig de la Baga de Gresolet (Saldes)}} · {{WLE-AD-ES\|MA-14.190.06}} · {{Object location dec\|42.26346\|1.73175\|region:ES-CT_type:landmark_source:cawiki}} · [[Categoria:Faig Setrill de la Baga de Gresolet]]             |
| Alzina dels Colls                           | AM previst                            | Quercus ilex subsp. ballota Normal      | 16,5 x 3,80 x 28,6                | Casserres Els Colls 42° 00′ 18″ N, 1° 50′ 04″ E / 42.00509°N,1.83458°E                               | MA-14.049.01 | {{ca\|Alzina dels Colls (Casserres)}} · {{WLE-AD-ES\|MA-14.049.01}} · {{Object location dec\|42.00509\|1.83458\|region:ES-CT_type:landmark_source:cawiki}} · [[Categoria:Alzina dels Colls]]                                      |

## Cerdanya
| Nom          | Protecció | Espècie / estat       | Alçària x volt del canó x capçada | Localització                                                        | Codi         | Imatge |
| ------------ | --------- | --------------------- | --------------------------------- | ------------------------------------------------------------------- | ------------ | --- |
| Avets de Das | AM 1991   | Tres Abies sp. Normal | 29,0 x 3,55 x 17,3                | Das Ca n'Arderiu 42° 21′ 45″ N, 1° 52′ 15″ E / 42.36260°N,1.87084°E | MA-15.061.01 | {{ca\|Avets de Das (Das)}} · {{WLE-AD-ES\|MA-15.061.01}} · {{Object location dec\|42.36260\|1.87084\|region:ES-CT_type:landmark_source:cawiki}} · [[Categoria:Avets de Das]] |

## Conca de Barberà
| Nom                                   | Protecció  | Espècie / estat         | Alçària x volt del canó x capçada | Localització | Codi         | Imatge |
| ------------------------------------- | ---------- | ----------------------- | --------------------------------- | --- | ------------ | --- |
| Pi del Xaconet                        | AM previst | Pinus halepensis Normal | 17,0 x 4,13 x 17,7                | Barberà de la Conca Mas del Xaconet 41° 24′ 13″ N, 1° 14′ 47″ E / 41.403609°N,1.246317°E                               | MA-16.021.01 | {{ca\|Pi del Xaconet (Barberà de la Conca)}} · {{WLE-AD-ES\|MA-16.021.01}} · {{Object location dec\|41.403609\|1.246317\|region:ES-CT_type:landmark_source:cawiki}} · [[Categoria:Pi del Xaconet]]                                                 |
| Cedre de la Masia de la Font de l'Oca | AM previst | Cedrus atlantica Normal | 30,0 x 4,11 x 19,5                | L'Espluga de Francolí Masia de la Font de l'Oca o Masia del Simon 41° 22′ 44″ N, 1° 05′ 59″ E / 41.378843°N,1.099608°E | MA-16.053.01 | {{ca\|Cedre de la Masia de la Font de l'Oca (l'Espluga de Francolí)}} · {{WLE-AD-ES\|MA-16.053.01}} · {{Object location dec\|41.378843\|1.099608\|region:ES-CT_type:landmark_source:cawiki}} · [[Categoria:Cedre de la Masia de la Font de l'Oca]] |
| Cedre del Jardí dels Salesians        | AM previst | Cedrus atlantica Normal | 28,0 x 4,40 x 18,9                | Vimbodí i Poblet Jardí dels Salesians, Poblet 41° 22′ 51″ N, 1° 04′ 47″ E / 41.38079°N,1.07986°E                       | MA-16.176.01 | {{ca\|Cedre del Jardí dels Salesians (Vimbodí i Poblet)}} · {{WLE-AD-ES\|MA-16.176.01}} · {{Object location dec\|41.38079\|1.07986\|region:ES-CT_type:landmark_source:cawiki}} · [[Categoria:Cedre del Jardí dels Salesians]]                      |
| Servera de Riudabella                 | AM previst | Sorbus domestica Normal | 11,0 x 2,07 x 11,8                | Vimbodí i Poblet Finca del Castell de Riudabella 41° 21′ 59″ N, 1° 02′ 23″ E / 41.36643°N,1.03960°E                    | MA-16.176.02 | {{ca\|Servera de Riudabella (Vimbodí i Poblet)}} · {{WLE-AD-ES\|MA-16.176.02}} · {{Object location dec\|41.36643\|1.03960\|region:ES-CT_type:landmark_source:cawiki}} · [[Categoria:Servera de Riudabella]]                                        |

## Garraf
| Nom                                                                  | Protecció | Espècie / estat           | Alçària x volt del canó x capçada | Localització | Codi         | Imatge |
| -------------------------------------------------------------------- | --------- | ------------------------- | --------------------------------- | --- | ------------ | --- |
| Pi de la Palanca                                                     | AM 1991   | Pinus halepensis Normal   | 30,0 x 4,36 x 16,0                | Sant Pere de Ribes Al costat de la riera de Ribes i el pont de la Palanca, sota el castell de Ribes 41° 15′ 32″ N, 1° 45′ 56″ E / 41.25876°N,1.76566°E | MA-17.231.01 | {{ca\|Pi de la Palanca (Sant Pere de Ribes)}} · {{WLE-AD-ES\|MA-17.231.01}} · {{Object location dec\|41.25876\|1.76566\|region:ES-CT_type:landmark_source:cawiki}} · [[Categoria:Pi de la Palanca]]          |
| Mata de la Mata                                                      | AM 1992   | Pistacia lentiscus Normal | - x - x 15,0                      | Sant Pere de Ribes La Mata 41° 14′ 22″ N, 1° 46′ 01″ E / 41.23941°N,1.76697°E                                                                          | MA-17.231.02 | {{ca\|Mata de la Mata (Sant Pere de Ribes)}} · {{WLE-AD-ES\|MA-17.231.02}} · {{Object location dec\|41.23941\|1.76697\|region:ES-CT_type:landmark_source:cawiki}} · [[Categoria:Mata de la Mata]]            |
| Pi Gros de Vilanova i la Geltrú, o Pi Gros de la Masia d'en Cabanyes | AM 1997   | Pinus pinea Normal        | 18,5 x 3,88 x 25,3                | Vilanova i la Geltrú Torrent del Padroell, camí de la Parellada 41° 14′ 35″ N, 1° 42′ 55″ E / 41.24309°N,1.71516°E                                     | MA-17.307.01 | {{ca\|Pi Gros de Vilanova i la Geltrú}} · {{WLE-AD-ES\|MA-17.307.01}} · {{Object location dec\|41.24309\|1.71516\|region:ES-CT_type:landmark_source:cawiki}} · [[Categoria:Pi Gros de Vilanova i la Geltrú]] |

## Garrigues
| Nom                 | Protecció | Espècie / estat                 | Alçària x volt del canó x capçada | Localització                                                               | Codi         | Imatge |
| ------------------- | --------- | ------------------------------- | --------------------------------- | -------------------------------------------------------------------------- | ------------ | --- |
| Plataners de Pinell | AM 2005   | Dos Platanus x hispanica Normal | 25,5 x 4,55 x 27,0                | Puiggròs Partida Pinell 41° 33′ 36″ N, 0° 52′ 42″ E / 41.56009°N,0.87845°E | MA-18.180.01 | {{ca\|Plataners de Pinell (Puiggròs)}} · {{WLE-AD-ES\|MA-18.180.01}} · {{Object location dec\|41.56009\|0.87845\|region:ES-CT_type:landmark_source:cawiki}} · [[Categoria:Plataners de Pinell]] |

## Garrotxa
| Nom                                                      | Protecció                   | Espècie / estat                         | Alçària x volt del canó x capçada | Localització | Codi         | Imatge |
| -------------------------------------------------------- | --------------------------- | --------------------------------------- | --------------------------------- | --- | ------------ | --- |
| Roures d'Ormoier, d'Hortmoier, de Plancesilles o del Rei | AM 1998 EIN l'Alta Garrotxa | Tres Quercus robur Normal               | 18,0 x 3,95 x 24,9                | Montagut i Oix Pla de Plancesilles, Oix 42° 17′ 51″ N, 2° 32′ 08″ E / 42.297362°N,2.535586°E                                           | MA-19.109.01 | {{ca\|Roures d'Ormoier (Montagut i Oix)}} · {{WLE-AD-ES\|MA-19.109.01}} · {{Object location dec\|42.297362\|2.535586\|region:ES-CT_type:landmark_source:cawiki}} · [[Categoria:Roures d'Hortmoier]]                     |
| Roureda del Parc Nou                                     | DM 1990                     | Quercus robur Normal                    | 20,0 x 3,82 x 17,5                | Olot Parc Nou 42° 10′ 18″ N, 2° 28′ 47″ E / 42.1716°N,2.4796°E                                                                         | MA-19.114.01 | {{ca\|Roureda del Parc Nou (Olot)}} · {{WLE-AD-ES\|MA-19.114.01}} · {{Object location dec\|42.1716\|2.4796\|region:ES-CT_type:forest_dim:200_source:cawiki}} · [[Categoria:Roureda del Parc Nou]]                       |
| Roure de la Xoriguera                                    | AM 1995                     | Quercus pubescens Normal                | 34,5 x 4,14 x 15,5                | Les Planes d'Hostoles La Xoriguera, camí de la casa de la Coima 42° 02′ 19″ N, 2° 32′ 05″ E / 42.03863°N,2.53460°E                     | MA-19.133.01 | {{ca\|Roure de la Xoriguera (les Planes d'Hostoles)}} · {{WLE-AD-ES\|MA-19.133.01}} · {{Object location dec\|42.03863\|2.53460\|region:ES-CT_type:landmark_source:cawiki}} · [[Categoria:Roure de la Xoriguera]]        |
| Teix del Torrent de l'Orri                               | AM 2000 EIN l'Alta Garrotxa | Taxus baccata Normal                    | 12,0 x 4,59 x 16,6                | Sales de Llierca Torrent de l'Orri, Sot dels Teixos 42° 16′ 53″ N, 2° 38′ 29″ E / 42.281523°N,2.641319°E                               | MA-19.154.01 | {{ca\|Teix del Torrent de l'Orri (Sales de Llierca)}} · {{WLE-AD-ES\|MA-19.154.01}} · {{Object location dec\|42.281523\|2.641319\|region:ES-CT_type:landmark_source:cawiki}} · [[Categoria:Teix del Torrent de l'Orri]] |
| Roure de la Mestressa                                    | AM 1992                     | Quercus pubescens Mort 2007, amb restes | 20,5 x 4,70 x 25,6                | La Vall d'en Bas Pujolriu, Hostalets d'en Bas 42° 04′ 29″ N, 2° 26′ 39″ E / 42.07465°N,2.44419°E                                       | MA-19.207.01 | {{ca\|Roure de la Mestressa (la Vall d'en Bas)}} · {{WLE-AD-ES\|MA-19.207.01}} · {{Object location dec\|42.07465\|2.44419\|region:ES-CT_type:landmark_source:cawiki}} · [[Categoria:Roure de la Mestressa]]             |
| Roures de Can Planes                                     | AM 1991 EIN l'Alta Garrotxa | Dos Quercus pubescens Normal            | 17,5 x 4,95 x 24,9                | La Vall de Bianya Can Planes, damunt la riera de Carreres, Castellar de la Muntanya 42° 14′ 57″ N, 2° 29′ 38″ E / 42.24912°N,2.49381°E | MA-19.208.01 | {{ca\|Roures de Can Planes (la Vall de Bianya)}} · {{WLE-AD-ES\|MA-19.208.01}} · {{Object location dec\|42.24912\|2.49381\|region:ES-CT_type:landmark_source:cawiki}} · [[Categoria:Roures de Can Planes]]              |
| Roures de la Torre                                       | AM 2005                     | Dos Quercus robur Normal                | 30,0 x 3,67 x 32,1                | La Vall de Bianya Mas de la Torre, Sant Pere Despuig 42° 12′ 26″ N, 2° 26′ 18″ E / 42.20727°N,2.43833°E                                | MA-19.208.02 | {{ca\|Roures de la Torre (la Vall de Bianya)}} · {{WLE-AD-ES\|MA-19.208.02}} · {{Object location dec\|42.20727\|2.43833\|region:ES-CT_type:landmark_source:cawiki}} · [[Categoria:Arbre Monumental of Catalonia]]       |

## Gironès
| Nom                                            | Protecció | Espècie / estat                     | Alçària x volt del canó x capçada | Localització                                                               | Codi         | Imatge |
| ---------------------------------------------- | --------- | ----------------------------------- | --------------------------------- | -------------------------------------------------------------------------- | ------------ | --- |
| Pi de Can Salvador, Pi Gros o Pi de Can Morató | AM 1997   | Pinus pinea Mort 2009, sense restes | 22,5 x 3,79 x 23,5                | Llagostera Can Salvador 41° 51′ 14″ N, 2° 57′ 35″ E / 41.85393°N,2.95969°E | MA-20.089.01 | {{ca\|Pi de Can Salvador (Llagostera)}} · {{WLE-AD-ES\|MA-20.089.01}} · {{Object location dec\|41.85393\|2.95969\|region:ES-CT_type:landmark_source:cawiki}} · [[Categoria:Pi de Can Salvador]] |

## Maresme
| Nom                                          | Protecció | Espècie / estat                                | Alçària x volt del canó x capçada | Localització                                                                                              | Codi         | Imatge |
| -------------------------------------------- | --------- | ---------------------------------------------- | --------------------------------- | --- | ------------ | --- |
| Alzina de Can Rosselló                       | AM 1992   | Quercus ilex subsp. ilex Normal                | 19,5 x 3,72 x 26,5                | Alella Can Rosselló, vora la riera de Coma Clara 41° 30′ 13″ N, 2° 17′ 46″ E / 41.50355°N,2.29613°E       | MA-21.003.01 | {{ca\|Alzina de Can Rosselló (Alella)}} · {{WLE-AD-ES\|MA-21.003.01}} · {{Object location dec\|41.50355\|2.29613\|region:ES-CT_type:landmark_source:cawiki}} · [[Categoria:Alzina de Can Rosselló]]         |
| Garrofer de Montcabrer, o Garrofer de Mataró | AM 1990   | Ceratonia siliqua Normal                       | 8,0 x 6,00 x 13,8                 | Cabrils Darrere de Can Roldós, urbanització Montcabrer 41° 31′ 25″ N, 2° 22′ 41″ E / 41.52362°N,2.37805°E | MA-21.030.01 | {{ca\|Garrofer de Montcabrer (Cabrils)}} · {{WLE-AD-ES\|MA-21.030.01}} · {{Object location dec\|41.52362\|2.37805\|region:ES-CT_type:landmark_source:cawiki}} · [[Categoria:Garrofer de Montcabrer]]        |
| Gatell de Ca n'Arenes                        | AM 1990   | Salix cinerea subsp. oleifolia Mort amb restes | 16,0 x 4,30 x 17,7                | Dosrius Ca l'Arenes 41° 37′ 16″ N, 2° 27′ 40″ E / 41.62110°N,2.46111°E                                    | MA-21.075.02 | {{ca\|Gatell de Ca n'Arenes (Dosrius)}} · {{WLE-AD-ES\|MA-21.075.02}} · {{Object location dec\|41.62110\|2.46111\|region:ES-CT_type:landmark_source:cawiki}} · [[Categoria:Arbre Monumental of Catalonia]]  |
| Alzina de Can Farrerons                      | AM 1988   | Quercus ilex subsp. ilex Normal                | 19,5 x 4,15 x 26,8                | Dosrius Can Farrerons 41° 37′ 43″ N, 2° 26′ 41″ E / 41.62850°N,2.44459°E                                  | MA-21.075.01 | {{ca\|Alzina de Can Farrerons (Dosrius)}} · {{WLE-AD-ES\|MA-21.075.01}} · {{Object location dec\|41.62850\|2.44459\|region:ES-CT_type:landmark_source:cawiki}} · [[Categoria:Alzina de Can Farrerons]]      |
| Cuprés de Can Figueres                       | AM 1995   | Cupressus macrocarpa En decandiment            | 18,5 x 6,08 x 18,0                | Premià de Dalt Can Figueres 41° 30′ 16″ N, 2° 20′ 49″ E / 41.50451°N,2.34694°E                            | MA-21.230.01 | {{ca\|Cuprés de Can Figueras (Premià de Dalt)}} · {{WLE-AD-ES\|MA-21.230.01}} · {{Object location dec\|41.50451\|2.34694\|region:ES-CT_type:landmark_source:cawiki}} · [[Categoria:Cuprés de Can Figueras]] |

## Moianès
| Nom              | Protecció | Espècie / estat          | Alçària x volt del canó x capçada | Localització                                                                       | Codi         | Imatge |
| ---------------- | --------- | ------------------------ | --------------------------------- | ---------------------------------------------------------------------------------- | ------------ | --- |
| Roure del Giol   | AM 1991   | Quercus pubescens Normal | 17,0 x 4,25 x 20,7                | Castellcir Santa Coloma Saserra 41° 47′ 41″ N, 2° 10′ 05″ E / 41.79468°N,2.16804°E | MA-42.055.01 | {{ca\|Roure del Giol (Castellcir)}} · {{WLE-AD-ES\|MA-42.055.01}} · {{Object location dec\|41.79468\|2.16804\|region:ES-CT_type:landmark_source:cawiki}} · [[Categoria:Roure del Giol]] |
| Roure del Massot | AM 1991   | Quercus pubescens Normal | 22,0 x 4,05 x 25,0                | Moià El Massot 41° 48′ 44″ N, 2° 07′ 25″ E / 41.81226°N,2.12355°E                  | MA-42.138.01 | {{ca\|Roure del Massot (Moià)}} · {{WLE-AD-ES\|MA-42.138.01}} · {{Object location dec\|41.81226\|2.12355\|region:ES-CT_type:landmark_source:cawiki}} · [[Categoria:Roure del Massot]]   |

## Montsià
| Nom                                | Protecció              | Espècie / estat                        | Alçària x volt del canó x capçada | Localització | Codi         | Imatge |
| ---------------------------------- | ---------------------- | -------------------------------------- | --------------------------------- | --- | ------------ | --- |
| Auba de la Descàrrega              | AM 1990                | Populus alba Mort 2009, amb restes     | 24,0 x 5,1 x 20,3                 | Amposta La Descàrrega, vora l'Ebre 40° 42′ 55″ N, 0° 34′ 43″ E / 40.71537°N,0.57868°E                                       | MA-22.014.01 | {{ca\|Auba de la Descàrrega (Amposta)}} · {{WLE-AD-ES\|MA-22.014.01}} · {{Object location dec\|40.71537\|0.57868\|region:ES-CT_type:landmark_source:cawiki}} · [[Categoria:Auba de la Descàrrega]]                            |
| Baladre de Balada                  | AM 1990                | Nerium oleander Normal                 | 8 x 0,60 x 7,0                    | Sant Jaume d'Enveja Balada 40° 42′ 42″ N, 0° 41′ 00″ E / 40.71179°N,0.68342°E                                               | MA-22.902.01 | {{ca\|Baladre de Balada (Sant Jaume d'Enveja)}} · {{WLE-AD-ES\|MA-22.902.01}} · {{Object location dec\|40.71179\|0.68342\|region:ES-CT_type:landmark_source:cawiki}} · [[Categoria:Baladre de Balada]]                        |
| Carrasca Grossa de les Vallcaneres | AM 1992 PNT dels Ports | Quercus ilex subsp. ballota Normal     | 16,5 x 2,25 x 17,0                | La Sénia Les Vallcaneres, font de la Carrasca Grossa 40° 45′ 10″ N, 0° 15′ 13″ E / 40.75284°N,0.25372°E                     | MA-22.044.03 | {{ca\|Carrasca Grossa de les Vallcaneres (la Sénia)}} · {{WLE-AD-ES\|MA-22.044.03}} · {{Object location dec\|40.75284\|0.25372\|region:ES-CT_type:landmark_source:cawiki}} · [[Categoria:Carrasca Grossa de les Vallcaneres]] |
| Faig Pare o Faig del Retaule       | AM 1992 PNT dels Ports | Fagus sylvatica Normal                 | 25,0 x 4,00 x 28,0                | La Sénia El Retaule 40° 45′ 07″ N, 0° 16′ 33″ E / 40.75206°N,0.27585°E                                                      | MA-22.044.01 | {{ca\|Faig Pare (la Sénia)}} · {{WLE-AD-ES\|MA-22.044.01}} · {{Object location dec\|40.75206\|0.27585\|region:ES-CT_type:landmark_source:cawiki}} · [[Categoria:Faig Pare]]                                                   |
| Fargues de l'Arion                 | AM 1997                | Dos Olea europaea var. europaea Normal | 6,5 x 7,90 x 16,8                 | Ulldecona L'Arion 40° 37′ 32″ N, 0° 25′ 27″ E / 40.62546°N,0.42424°E                                                        | MA-22.156.01 | {{ca\|Fargues de l'Arion (Ulldecona)}} · {{WLE-AD-ES\|MA-22.156.01}} · {{Object location dec\|40.62546\|0.42424\|region:ES-CT_type:landmark_source:cawiki}} · [[Categoria:Fargues de l'Arion]]                                |
| Pi Gros del Retaule                | AM 1992 PNT dels Ports | Pinus nigra subsp. salzmannii Normal   | 31,5 x 4,60 x 22,5                | La Sénia El Retaule 40° 44′ 51″ N, 0° 15′ 53″ E / 40.74760°N,0.26475°E                                                      | MA-22.044.02 | {{ca\|Pi Gros del Retaule (la Sénia)}} · {{WLE-AD-ES\|MA-22.044.02}} · {{Object location dec\|40.74760\|0.26475\|region:ES-CT_type:landmark_source:cawiki}} · [[Categoria:Pi Gros del Retaule]]                               |
| Teix de la Coscollosa              | AM 2005 PNT dels Ports | Taxus baccata Normal                   | 14,5 x 4,38 x 16,0                | La Sénia Barranc de la Coscollosa 40° 45′ 46″ N, 0° 13′ 15″ E / 40.762763°N,0.220853°E                                      | MA-22.044.04 | {{ca\|Teix de la Coscollosa (la Sénia)}} · {{WLE-AD-ES\|MA-22.044.04}} · {{Object location dec\|40.762763\|0.220853\|region:ES-CT_type:landmark_source:cawiki}} · [[Categoria:Teix de la Coscollosa]]                         |
| Xop del Barri del Castell          | AM 2005                | Populus sp. hybr. Normal               | 25,0 x 4,13 x 33,8                | Ulldecona Barri del Castell, a tocar del marge esquerre del riu la Sénia 40° 36′ 30″ N, 0° 20′ 58″ E / 40.60840°N,0.34942°E | MA-22.156.02 | {{ca\|Xop del Barri del Castell (Ulldecona)}} · {{WLE-AD-ES\|MA-22.156.02}} · {{Object location dec\|40.60840\|0.34942\|region:ES-CT_type:landmark_source:cawiki}} · [[Categoria:Xop del Barri del Castell]]                  |

## Noguera
| Nom                         | Protecció                     | Espècie / estat                       | Alçària x volt del canó x capçada | Localització | Codi         | Imatge |
| --------------------------- | ----------------------------- | ------------------------------------- | --------------------------------- | --- | ------------ | --- |
| Roure dels Escurçons        | AM 1997 EIN Serra del Montsec | Quercus faginea subsp. faginea Normal | 14,0 x 5,30 x 20,0                | Àger Montsec de Calafí, a uns 50 m al nord del Corral Vell de Calafí 42° 02′ 05″ N, 0° 48′ 56″ E / 42.034654°N,0.815511°E | MA-23.002.01 | {{ca\|Roure dels Escurçons (Àger)}} · {{WLE-AD-ES\|MA-23.002.01}} · {{Object location dec\|42.034654\|0.815511\|region:ES-CT_type:landmark_source:cawiki}} · [[Categoria:Roure dels Escurçons]]                    |
| Roure del Corp de Montardit | AM 1997                       | Quercus faginea subsp. faginea Normal | 20,5 x 4,00 x 22,0                | Àger Corp de Montardit, vora la carretera C-12 al km 200 42° 00′ 11″ N, 0° 44′ 58″ E / 42.00298°N,0.74957°E               | MA-23.002.02 | {{ca\|Roure del Corp de Montardit (Àger)}} · {{WLE-AD-ES\|MA-23.002.02}} · {{Object location dec\|42.00298\|0.74957\|region:ES-CT_type:landmark_source:cawiki}} · [[Categoria:Roure del Corp de Montardit]]        |
| Alzinera de Cal Penjat      | AM 1990                       | Quercus ilex subsp. ballota Normal    | 15,0 x 3,07 x 18,5                | La Baronia de Rialb Cal Penjat, el Puig de Rialb 42° 04′ 21″ N, 1° 11′ 20″ E / 42.072538°N,1.189027°E                     | MA-23.042.01 | {{ca\|Alzinera de Cal Penjat (la Baronia de Rialb)}} · {{WLE-AD-ES\|MA-23.042.01}} · {{Object location dec\|42.072538\|1.189027\|region:ES-CT_type:landmark_source:cawiki}} · [[Categoria:Alzinera de Cal Penjat]] |
| Alzina dels Pous            | AM previst                    | Quercus ilex subsp. ballota Normal    | 13,0 x 3,68 x 17,5                | Les Avellanes i Santa Linya Lo Pou 41° 54′ 27″ N, 0° 44′ 27″ E / 41.90757°N,0.74072°E                                     | MA-23.037.33 | {{ca\|Alzina dels Pous (les Avellanes i Santa Linya)}} · {{WLE-AD-ES\|MA-23.037.33}} · {{Object location dec\|41.90757\|0.74072\|region:ES-CT_type:landmark_source:cawiki}} · [[Categoria:Alzina dels Pous]]       |

## Osona
Vegeu la llista d'arbres monumentals d'Osona

## Pallars Jussà
| Nom                     | Protecció | Espècie / estat                    | Alçària x volt del canó x capçada | Localització                                                                                         | Codi         | Imatge |
| ----------------------- | --------- | ---------------------------------- | --------------------------------- | --- | ------------ | --- |
| Ginebre del Tuberic     | AM 1990   | Juniperus oxycedrus Normal         | 7,5 x 2,30 x 9,5                  | Castell de Mur Alzinar de Miravet, Mur 42° 06′ 25″ N, 0° 49′ 50″ E / 42.10690°N,0.83057°E            | MA-25.904.01 | {{ca\|Ginebre del Tuberic (Castell de Mur)}} · {{WLE-AD-ES\|MA-25.904.01}} · {{Object location dec\|42.10690\|0.83057\|region:ES-CT_type:landmark_source:cawiki}} · [[Categoria:Ginebre del Tuberic]]              |
| Alzina de Pelleu        | AM 1992   | Quercus ilex subsp. ballota Normal | 15,0 x 5,28 x 21,3                | Isona i Conca Dellà Serra de Coll / Pelleu, Orcau 42° 10′ 26″ N, 0° 55′ 37″ E / 42.17402°N,0.92703°E | MA-25.115.01 | {{ca\|Alzina de Pelleu (Isona i Conca Dellà)}} · {{WLE-AD-ES\|MA-25.115.01}} · {{Object location dec\|42.17402\|0.92703\|region:ES-CT_type:landmark_source:cawiki}} · [[Categoria:Alzina de Pelleu]]               |
| Oma de la Borda del Ros | AM 1988   | Ulmus glabra                       | 23,5 x 4,15 x 21,5                | La Pobla de Segur Borda del Ros 42° 15′ 48″ N, 1° 00′ 07″ E / 42.263198°N,1.001993°E                 | MA-25.171.01 | {{ca\|Oma de la Borda del Ros (la Pobla de Segur)}} · {{WLE-AD-ES\|MA-25.171.01}} · {{Object location dec\|42.263198\|1.001993\|region:ES-CT_type:landmark_source:cawiki}} · [[Categoria:Oma de la Borda del Ros]] |

## Pallars Sobirà
| Nom                                           | Protecció                                         | Espècie / estat                       | Alçària x volt del canó x capçada | Localització | Codi         | Imatge |
| --------------------------------------------- | ------------------------------------------------- | ------------------------------------- | --------------------------------- | --- | ------------ | --- |
| Avet de les Fonts, o Avet del Pla de la Selva | AM 1990 PNT Alt Pirineu                           | Abies alba Normal                     | 32,0 x 4,15 x 10,8                | Alins A 500 m a l'est del Pla de la Selva, Àreu 42° 37′ 22″ N, 1° 20′ 58″ E / 42.62288°N,1.34949°E                        | MA-26.017.01 | {{ca\|Avet de les Fonts (Alins)}} · {{WLE-AD-ES\|MA-26.017.01}} · {{Object location dec\|42.62288\|1.34949\|region:ES-CT_type:landmark_source:cawiki}} · [[Categoria:Avet del Pla de la Selva]]                 |
| Savina d'Arati                                | AM 2012                                           | Juniperus thurifera Normal            | 7,0 x 1,15 x 8,1                  | Alins Sobre la Borda d'Arati, a 100 m al sud de Sta. Maria de la Torre 42° 34′ 03″ N, 1° 19′ 32″ E / 42.56738°N,1.32566°E | MA-26.017.02 | {{ca\|Savina d'Arati (Alins)}} · {{WLE-AD-ES\|MA-26.017.02}} · {{Object location dec\|42.56738\|1.32566\|region:ES-CT_type:landmark_source:cawiki}} · [[Categoria:Savina d'Arati]]                              |
| Avets de Forns                                | AM 2012 PNT Alt Pirineu                           | Dos Abies alba Normal                 | 22,7 x 4,40 x 10,6                | Alins Poc abans de les bordes de Costuix, Àreu 42° 35′ 02″ N, 1° 18′ 55″ E / 42.58378°N,1.31540°E                         | MA-26.017.03 | {{ca\|Avets de Forns (Alins)}} · {{WLE-AD-ES\|MA-26.017.03}} · {{Object location dec\|42.58378\|1.31540\|region:ES-CT_type:landmark_source:cawiki}} · [[Categoria:Avets de Forns]]                              |
| Pins Orcs del Pletiu d'Aulà                   | AM 2012 PNT Alt Pirineu                           | Cinc Pinus sylvestris Normal          | 20,5 x 3,68 x 14,1                | Alt Àneu Bosc del Pletiu d'Aulà, Isil i Alós d'Isil 42° 45′ 24″ N, 1° 05′ 34″ E / 42.75677°N,1.09289°E                    | MA-26.024.01 | {{ca\|Pins Orcs del Pletiu d'Aulà (Alt Àneu)}} · {{WLE-AD-ES\|MA-26.024.01}} · {{Object location dec\|42.75677\|1.09289\|region:ES-CT_type:landmark_source:cawiki}} · [[Categoria:Pins Orcs del Pletiu d'Aulà]] |
| Avets de la Coma de Perosa                    | AM 2012                                           | Tres Abies alba Normal                | 33,9 x 4,7 x 13,0                 | Alt Àneu La Coma de Perosa, Isil 42° 45′ 20″ N, 1° 04′ 50″ E / 42.75556°N,1.08056°E                                       | MA-26.024.02 | {{ca\|Avets de la Coma de Perosa (Alt Àneu)}} · {{WLE-AD-ES\|MA-26.024.02}} · {{Object location dec\|42.75556\|1.08056\|region:ES-CT_type:landmark_source:cawiki}} · [[Categoria:Avets de la Coma de Perosa]]   |
| Avet de Cireres                               | AM 2012                                           | Abies alba Normal                     | 33,5 x 4,36 x 15,5                | Alt Àneu Bosc de Cireres, Isil i Alòs d'Isil 42° 44′ 58″ N, 1° 04′ 37″ E / 42.74940°N,1.07707°E                           | MA-26.024.03 | {{ca\|Avet de Cireres (Alt Àneu)}} · {{WLE-AD-ES\|MA-26.024.03}} · {{Object location dec\|42.74940\|1.07707\|region:ES-CT_type:landmark_source:cawiki}} · [[Categoria:Avet de Cireres]]                         |
| Pi Roi de Cireres                             | AM 2012                                           | Pinus sylvestris Normal               | 20,0 x 3,93 x 14,2                | Alt Àneu Bosc de Cireres, Isil i Alòs d'Isil 42° 44′ 58″ N, 1° 04′ 38″ E / 42.74940°N,1.07733°E                           | MA-26.024.24 | {{ca\|Pi Roi de Cireres (Alt Àneu)}} · {{WLE-AD-ES\|MA-26.024.24}} · {{Object location dec\|42.74940\|1.07733\|region:ES-CT_type:landmark_source:cawiki}} · [[Categoria:Pi Roi de Cireres]]                     |
| Oma de Peramea                                | AM 1995                                           | Ulmus glabra Mort 2015                | 13,5 x 2,82 x 14,0                | Baix Pallars Peramea, plaça del poble 42° 19′ 43″ N, 1° 02′ 52″ E / 42.32874°N,1.04788°E                                  | MA-26.039.01 | {{ca\|Oma de Peramea (Baix Pallars)}} · {{WLE-AD-ES\|MA-26.039.01}} · {{Object location dec\|42.32874\|1.04788\|region:ES-CT_type:landmark_source:cawiki}} · [[Categoria:Oma de Peramea]]                       |
| Pi d'Amitges                                  | AM 1990 PNC Aigüestortes i Estany de Sant Maurici | Pinus uncinata Mort 2011, encara dret | 15,0 x 3,85 x 13,3                | Espot Sota el refugi d'Amitges 42° 35′ 44″ N, 0° 59′ 01″ E / 42.59569°N,0.98348°E                                         | MA-26.082.01 | {{ca\|Pi d'Amitges (Espot)}} · {{WLE-AD-ES\|MA-26.082.01}} · {{Object location dec\|42.59569\|0.98348\|region:ES-CT_type:landmark_source:cawiki}} · [[Categoria:Pi d'Amitges]]                                  |
| Clop de Bernat                                | AM 2012 PNT Alt Pirineu                           | Populus nigra Normal                  | 25,0 x 5,34 x 17,0                | Llavorsí Camí a l'ermita de Biuse 42° 28′ 37″ N, 1° 12′ 46″ E / 42.47706°N,1.21274°E                                      | MA-26.126.01 | {{ca\|Clop de Bernat (Llavorsí)}} · {{WLE-AD-ES\|MA-26.126.01}} · {{Object location dec\|42.47706\|1.21274\|region:ES-CT_type:landmark_source:cawiki}} · [[Categoria:Clop de Bernat]]                           |
| Til·ler dels Reguerals                        | AM 2012                                           | Tilia platyphyllos Normal             | 10,0 x 5,00 x -                   | Rialp Carretera de Port-Ainé 42° 26′ 30″ N, 1° 13′ 00″ E / 42.44157°N,1.21661°E                                           | MA-26.183.01 | {{ca\|Til·ler dels Reguerals (Rialp)}} · {{WLE-AD-ES\|MA-26.183.01}} · {{Object location dec\|42.44157\|1.21661\|region:ES-CT_type:landmark_source:cawiki}} · [[Categoria:Til·ler dels Reguerals]]              |
| Savina de Borente                             | AM previst                                        | Juniperus thurifera Normal            | 7,0 x 1,47 x 7,3                  | Vall de Cardós Barranc dels Comunals 42° 33′ 08″ N, 1° 13′ 15″ E / 42.55211°N,1.22077°E                                   | MA-26.901.01 | {{ca\|Savina de Borente (Vall de Cardós)}} · {{WLE-AD-ES\|MA-26.901.01}} · {{Object location dec\|42.55211\|1.22077\|region:ES-CT_type:landmark_source:cawiki}} · [[Categoria:Savina de Borente]]               |

## Pla de l'Estany
| Nom                                                                 | Protecció                          | Espècie / estat                                | Alçària x volt del canó x capçada | Localització | Codi         | Imatge |
| ------------------------------------------------------------------- | ---------------------------------- | ---------------------------------------------- | --------------------------------- | --- | ------------ | --- |
| Aulina Reclamadora de Puigsaguàrdia, de la Rajoleria o dels Costers | AM 1991                            | Quercus ilex subsp. ilex Normal                | 15,0 x 3,52 x 18,0                | Fontcoberta Mas Fares 42° 08′ 19″ N, 2° 47′ 47″ E / 42.13871°N,2.79625°E                                          | MA-28.071.01 | {{ca\|Aulina Reclamadora de Puigsaguàrdia (Fontcoberta)}} · {{WLE-AD-ES\|MA-28.071.01}} · {{Object location dec\|42.13871\|2.79625\|region:ES-CT_type:landmark_source:cawiki}} · [[Categoria:Aulina Reclamadora de Puigsaguàrdia]]          |
| Aulina Reclamadora de l'Omeda                                       | AM 1991                            | Quercus ilex subsp. ilex Normal                | 15,0 x 3,61 x 16,9                | Fontcoberta Mas Fares 42° 08′ 15″ N, 2° 48′ 04″ E / 42.137466°N,2.801218°E                                        | MA-28.071.02 | {{ca\|Aulina Reclamadora de l'Omeda (Fontcoberta)}} · {{WLE-AD-ES\|MA-28.071.02}} · {{Object location dec\|42.137466\|2.801218\|region:ES-CT_type:landmark_source:cawiki}} · [[Categoria:Aulina Reclamadora de l'Omeda]]                    |
| Castanyer del Pla de Sant Nicolau                                   | AM 1991 EIN Muntanyes de Rocacorba | Castanea sativa En decandiment                 | 18,0 x 9,70 x 16,1                | Sant Miquel de Campmajor Pla de Sant Nicolau, darrera l'ermita 42° 05′ 13″ N, 2° 41′ 06″ E / 42.08706°N,2.68494°E | MA-28.174.01 | {{ca\|Castanyer del Pla de Sant Nicolau (Sant Miquel de Campmajor)}} · {{WLE-AD-ES\|MA-28.174.01}} · {{Object location dec\|42.08706\|2.68494\|region:ES-CT_type:landmark_source:cawiki}} · [[Categoria:Castanyer del Pla de Sant Nicolau]] |
| Alzina de la Casa Nova de Vilafreser                                | AM 1995                            | Quercus ilex subsp. ilex Mort 2010, amb restes | 19,0 x 4,50 x 27,1                | Vilademuls Casa Nova 42° 04′ 42″ N, 2° 52′ 56″ E / 42.07843°N,2.88227°E                                           | MA-28.218.01 | {{ca\|Alzina de la Casa Nova de Vilafreser (Vilademuls)}} · {{WLE-AD-ES\|MA-28.218.01}} · {{Object location dec\|42.07843\|2.88227\|region:ES-CT_type:landmark_source:cawiki}} · [[Categoria:Alzina de la Casa Nova de Vilafreser]]         |

## Pla d'Urgell
| Nom                   | Protecció | Espècie / estat             | Alçària x volt del canó x capçada | Localització                                                                           | Codi         | Imatge |
| --------------------- | --------- | --------------------------- | --------------------------------- | -------------------------------------------------------------------------------------- | ------------ | --- |
| Plataner de Vila-sana | AM 1995   | Platanus x hispanica Normal | 30,5 x 4,70 x 23,0                | Vila-sana Camí de Palau d'Anglesola 41° 39′ 42″ N, 0° 55′ 24″ E / 41.66171°N,0.92335°E | MA-27.252.01 | {{ca\|Plataner de Vila-sana}} · {{WLE-AD-ES\|MA-27.252.01}} · {{Object location dec\|41.66171\|0.92335\|region:ES-CT_type:landmark_source:cawiki}} · [[Categoria:Plataner de Vila-sana]] |

## Priorat
| Nom                           | Protecció | Espècie / estat                     | Alçària x volt del canó x capçada | Localització                                                                                           | Codi         | Imatge |
| ----------------------------- | --------- | ----------------------------------- | --------------------------------- | --- | ------------ | --- |
| Om del Parc de Cornudella     | AM 1991   | Ulmus minor Mort 1999, sense restes | 20,0 x 3,60 x 20,5                | Cornudella de Montsant Parc municipal 41° 15′ 48″ N, 0° 54′ 14″ E / 41.26328°N,0.90388°E               | MA-29.049.01 | {{ca\|Om del Parc (Cornudella de Montsant)}} · {{WLE-AD-ES\|MA-29.049.01}} · {{Object location dec\|41.26328\|0.90388\|region:ES-CT_type:landmark_source:cawiki}} · [[Categoria:Om del Parc de Cornudella]]                       |
| Alzina del Mas de la Barba    | AM 1997   | Quercus ilex Normal                 | 12,0 x 3,27 x 21,8                | Cornudella de Montsant Mas de la Barba, Siurana 41° 16′ 15″ N, 0° 57′ 29″ E / 41.27073°N,0.95819°E     | MA-29.049.02 | {{ca\|Alzina del Mas de la Barba (Cornudella de Montsant)}} · {{WLE-AD-ES\|MA-29.049.02}} · {{Object location dec\|41.27073\|0.95819\|region:ES-CT_type:landmark_source:cawiki}} · [[Categoria:Alzina del Mas de la Barba]]       |
| Surera del Mas de les Moreres | AM 2005   | Quercus suber Normal                | 12,5 x 3,54 x 15,8                | Cornudella de Montsant Obaga del Mas de les Moreres 41° 13′ 40″ N, 0° 54′ 12″ E / 41.22790°N,0.90326°E | MA-29.049.03 | {{ca\|Surera del Mas de les Moreres (Cornudella de Montsant)}} · {{WLE-AD-ES\|MA-29.049.03}} · {{Object location dec\|41.22790\|0.90326\|region:ES-CT_type:landmark_source:cawiki}} · [[Categoria:Surera del Mas de les Moreres]] |
| Teix de la Cova               | AM 1992   | Taxus baccata Normal                | 14,0 x 5,15 x 15,8                | Margalef Racó del Teix 41° 16′ 52″ N, 0° 48′ 29″ E / 41.28123°N,0.80817°E                              | MA-29.075.01 | {{ca\|Teix de la Cova (Margalef)}} · {{WLE-AD-ES\|MA-29.075.01}} · {{Object location dec\|41.28123\|0.80817\|region:ES-CT_type:landmark_source:cawiki}} · [[Categoria:Teix de la Cova]]                                           |
| Saüquer de Fontalba           | AM 1988   | Sambucus nigra Normal               | 11,0 x 1,90 x 13,5                | Ulldemolins Hort de Fontalba 41° 18′ 49″ N, 0° 52′ 40″ E / 41.31350°N,0.87784°E                        | MA-29.157.01 | {{ca\|Saüquer de Fontalba (Ulldemolins)}} · {{WLE-AD-ES\|MA-29.157.01}} · {{Object location dec\|41.31350\|0.87784\|region:ES-CT_type:landmark_source:cawiki}} · [[Categoria:Saüquer de Fontalba]]                                |

## Ribera d'Ebre
| Nom                             | Protecció | Espècie / estat           | Alçària x volt del canó x capçada | Localització                                                                       | Codi         | Imatge |
| ------------------------------- | --------- | ------------------------- | --------------------------------- | ---------------------------------------------------------------------------------- | ------------ | --- |
| Pi de Cal Pino o Pi de la Palma | AM 1991   | Pinus halepensis Normal   | 13,5 x 4,90 x 22,0                | La Palma d'Ebre 41° 17′ 15″ N, 0° 40′ 02″ E / 41.28761°N,0.66715°E                 | MA-30.099.01 | {{ca\|Pi de Cal Pino (la Palma d'Ebre)}} · {{WLE-AD-ES\|MA-30.099.01}} · {{Object location dec\|41.28761\|0.66715\|region:ES-CT_type:landmark_source:cawiki}} · [[Categoria:Pi de Cal Pino]] |
| Mata de Darmós                  | AM 1997   | Pistacia lentiscus Normal | 6 x 1,56 x 6,8                    | Tivissa Darmós, plaça del poble 41° 05′ 51″ N, 0° 42′ 16″ E / 41.09739°N,0.70458°E | MA-30.150.01 | {{ca\|Mata de Darmós (Tivissa)}} · {{WLE-AD-ES\|MA-30.150.01}} · {{Object location dec\|41.09739\|0.70458\|region:ES-CT_type:landmark_source:cawiki}} · [[Categoria:Mata de Darmós]]         |
| Pi de Montbrió                  | AM 1992   | Pinus halepensis Normal   | 16,5 x 3,70 x 23,0                | Flix Montbrió 41° 13′ 50″ N, 0° 30′ 11″ E / 41.23043°N,0.50310°E                   | MA-30.060.01 | {{ca\|Pi de Montbrió (Flix)}} · {{WLE-AD-ES\|MA-30.060.01}} · {{Object location dec\|41.23043\|0.50310\|region:ES-CT_type:landmark_source:cawiki}} · [[Categoria:Pi de Montbrió]]            |

## Ripollès
| Nom                                                   | Protecció  | Espècie / estat                       | Alçària x volt del canó x capçada | Localització                                                                                             | Codi         | Imatge |
| ----------------------------------------------------- | ---------- | ------------------------------------- | --------------------------------- | --- | ------------ | --- |
| Avet de la Baga de la Berruga                         | AM 1991    | Abies alba En decadència              | 33,5 x 3,90 x 11,8                | Campelles Prop del refugi del Pla dels Prats 42° 16′ 41″ N, 2° 07′ 04″ E / 42.27813°N,2.11784°E          | MA-31.037.01 | {{ca\|Avet de la Baga de la Berruga (Campelles)}} · {{WLE-AD-ES\|MA-31.037.01}} · {{Object location dec\|42.27813\|2.11784\|region:ES-CT_type:landmark_source:cawiki}} · [[Categoria:Avet de la Baga de la Berruga]]     |
| Roure d'Engelats                                      | AM 1997    | Quercus petraea Normal                | 20,0 x 5,19 x 15,8                | Campelles Engelats, vall del Freser 42° 17′ 19″ N, 2° 09′ 17″ E / 42.288658°N,2.154765°E                 | MA-31.037.02 | {{ca\|Roure d'Engelats (Campelles)}} · {{WLE-AD-ES\|MA-31.037.02}} · {{Object location dec\|42.288658\|2.154765\|region:ES-CT_type:landmark_source:cawiki}} · [[Categoria:Roure d'Engelats]]                             |
| Avet del Torrent de la Font Tosca                     | AM 2005    | Abies alba Normal                     | 32,0 x 3,23 x 12,3                | Campelles Torrent de la Font Tosca, Bosc de Campelles 42° 17′ 04″ N, 2° 07′ 13″ E / 42.28435°N,2.12031°E | MA-31.037.03 | {{ca\|Avet del Torrent de la Font Tosca (Campelles)}} · {{WLE-AD-ES\|MA-31.037.03}} · {{Object location dec\|42.28435\|2.12031\|region:ES-CT_type:landmark_source:cawiki}} · [[Categoria:Arbre Monumental of Catalonia]] |
| Roure Glanic, del Païdor o de Llimós                  | AM 1995    | Quercus pubescens Normal              | 17,5 x 3,65 x 19,8                | Les Llosses Llimós 42° 09′ 19″ N, 2° 04′ 17″ E / 42.15514°N,2.07132°E                                    | MA-31.096.01 | {{ca\|Roure Glanic (les Llosses)}} · {{WLE-AD-ES\|MA-31.096.01}} · {{Object location dec\|42.15514\|2.07132\|region:ES-CT_type:landmark_source:cawiki}} · [[Categoria:Roure Glanic]]                                     |
| Avet del Torrent de la Comella, o del Forn de la Calç | AM 2005    | Abies alba Normal                     | 28,5 x 3,43 x 15,2                | Planoles Torrent de la Comella, l'Avetar 42° 17′ 40″ N, 2° 05′ 31″ E / 42.29442°N,2.09184°E              | MA-31.134.01 | {{ca\|Avet del Torrent de la Comella (Planoles)}} · {{WLE-AD-ES\|MA-31.134.01}} · {{Object location dec\|42.29442\|2.09184\|region:ES-CT_type:landmark_source:cawiki}} · [[Categoria:Arbre Monumental of Catalonia]]     |
| Roure de Vilardell                                    | AM 1992    | Quercus petraea Mort 2009, amb restes | 18,5 x 5,45 x 22,9                | Ribes de Freser Vilardell 42° 20′ 12″ N, 2° 10′ 29″ E / 42.33660°N,2.17480°E                             | MA-31.145.01 | {{ca\|Roure de Vilardell (Ribes de Freser)}} · {{WLE-AD-ES\|MA-31.145.01}} · {{Object location dec\|42.33660\|2.17480\|region:ES-CT_type:landmark_source:cawiki}} · [[Categoria:Roure de Vilardell]]                     |
| Roure de Perramon                                     | AM 1995    | Quercus pubescens Normal              | 19,0 x 4,70 x 15,3                | Ribes de Freser Perramon, a 100 m al nord de la casa 42° 16′ 29″ N, 2° 10′ 14″ E / 42.27480°N,2.17059°E  | MA-31.145.02 | {{ca\|Roure de Perramon (Ribes de Freser)}} · {{WLE-AD-ES\|MA-31.145.02}} · {{Object location dec\|42.27480\|2.17059\|region:ES-CT_type:landmark_source:cawiki}} · [[Categoria:Roure de Perramon]]                       |
| Grèvol de Ventolà                                     | AM 2005    | Ilex aquifolium Normal                | 11,0 x - x 8,5                    | Ribes de Freser A l'entrada de Ventolà 42° 19′ 04″ N, 2° 08′ 09″ E / 42.31781°N,2.13595°E                | MA-31.145.03 | {{ca\|Grèvol de Ventolà (Ribes de Freser)}} · {{WLE-AD-ES\|MA-31.145.03}} · {{Object location dec\|42.31781\|2.13595\|region:ES-CT_type:landmark_source:cawiki}} · [[Categoria:Grèvol de Ventolà]]                       |
| Auró del Remei                                        | AM previst | Acer campestre Normal                 | 18,0 x 3,22 x 18,7                | Camprodon Ermita del Remei, Creixenturri 42° 17′ 27″ N, 2° 22′ 31″ E / 42.29087°N,2.37523°E              | MA-31.039.01 | {{ca\|Auró del Remei (Camprodon)}} · {{WLE-AD-ES\|MA-31.039.01}} · {{Object location dec\|42.29087\|2.37523\|region:ES-CT_type:landmark_source:cawiki}} · [[Categoria:Auró del Remei]]                                   |

## Segarra
| Nom                             | Protecció | Espècie / estat         | Alçària x volt del canó x capçada | Localització                                                                                    | Codi         | Imatge |
| ------------------------------- | --------- | ----------------------- | --------------------------------- | ----------------------------------------------------------------------------------------------- | ------------ | --- |
| Lledoner de Castellnou d'Oluges | AM 2000   | Celtis australis Normal | 15,0 x 4,61 x 12,5                | Cervera Castellnou d'Oluges, plaça del poble 41° 42′ 13″ N, 1° 17′ 52″ E / 41.70373°N,1.29766°E | MA-32.072.01 | {{ca\|Lledoner de Castellnou d'Oluges (Cervera)}} · {{WLE-AD-ES\|MA-32.072.01}} · {{Object location dec\|41.70373\|1.29766\|region:ES-CT_type:landmark_source:cawiki}} · [[Categoria:Lledoner de Castellnou d'Oluges]] |

## Segrià
| Nom                  | Protecció  | Espècie / estat         | Alçària x volt del canó x capçada | Localització                                                             | Codi         | Imatge |
| -------------------- | ---------- | ----------------------- | --------------------------------- | ------------------------------------------------------------------------ | ------------ | --- |
| Pi del Pla de Perlet | AM previst | Pinus halepensis Normal | 12,5 x 4,46 x 16,4                | Seròs Pla de Perlet 41° 23′ 10″ N, 0° 27′ 35″ E / 41.386053°N,0.459743°E | MA-33.204.01 | {{ca\|Pi del Pla de Perlet (Seròs)}} · {{WLE-AD-ES\|MA-33.204.01}} · {{Object location dec\|41.386053\|0.459743\|region:ES-CT_type:landmark_source:cawiki}} · [[Categoria:Pi del Pla de Perlet]] |

## Selva
| Nom                                         | Protecció                  | Espècie / estat                                  | Alçària x volt del canó x capçada | Localització                                                                                 | Codi         | Imatge |
| ------------------------------------------- | -------------------------- | ------------------------------------------------ | --------------------------------- | -------------------------------------------------------------------------------------------- | ------------ | --- |
| Alzina de les Famades                       | AM 1990                    | Quercus ilex subsp. ilex Normal                  | 18,5 x 3,85 x 20,7                | Amer Les Famades 42° 01′ 11″ N, 2° 34′ 53″ E / 42.01962°N,2.58150°E                          | MA-34.007.01 | {{ca\|Alzina de les Famades (Amer)}} · {{WLE-AD-ES\|MA-34.007.01}} · {{Object location dec\|42.01962\|2.58150\|region:ES-CT_type:landmark_source:cawiki}} · [[Categoria:Alzina de les Femades]]                             |
| Roure de Can Puig, o de la Parada           | AM 2000                    | Quercus pubescens Mort, encara dret              | 21,0 x 4,85 x 36,5                | Amer Can Puig, Sant Climent d'Amer 42° 00′ 31″ N, 2° 38′ 16″ E / 42.00860°N,2.63775°E        | MA-34.007.02 | {{ca\|Roure de Can Puig (Amer)}} · {{WLE-AD-ES\|MA-34.007.02}} · {{Object location dec\|42.00860\|2.63775\|region:ES-CT_type:landmark_source:cawiki}} · [[Categoria:Roure de Can Puig]]                                     |
| Arbre de la Llibertat d'Arbúcies            | AM 1990                    | Platanus x hispanica Normal                      | 13,0 x 3,35 x 18,3                | Arbúcies Plaça de la Vila 41° 48′ 58″ N, 2° 30′ 51″ E / 41.81610°N,2.51417°E                 | MA-34.009.01 | {{ca\|Arbre de la Llibertat d'Arbúcies}} · {{WLE-AD-ES\|MA-34.009.01}} · {{Object location dec\|41.81610\|2.51417\|region:ES-CT_type:landmark_source:cawiki}} · [[Categoria:Arbre de la Llibertat d'Arbúcies]]              |
| Càdec del Boixaus                           | AM 1991                    | Juniperus oxycedrus Normal                       | 11,0 x 2,60 x 13,5                | Arbúcies El Boixaus 41° 48′ 44″ N, 2° 27′ 27″ E / 41.81221°N,2.45738°E                       | MA-34.009.02 | {{ca\|Càdec del Boixaus (Arbúcies)}} · {{WLE-AD-ES\|MA-34.009.02}} · {{Object location dec\|41.81221\|2.45738\|region:ES-CT_type:landmark_source:cawiki}} · [[Categoria:Càdec del Boixaus]]                                 |
| Magnòlia del Roquer                         | AM 1992                    | Magnolia grandiflora Normal                      | 16,0 x 3,98 x 10,8                | Arbúcies Jardí del Roquer 41° 49′ 03″ N, 2° 30′ 52″ E / 41.81755°N,2.51446°E                 | MA-34.009.03 | {{ca\|Magnòlia del Roquer (Arbúcies)}} · {{WLE-AD-ES\|MA-34.009.03}} · {{Object location dec\|41.81755\|2.51446\|region:ES-CT_type:landmark_source:cawiki}} · [[Categoria:Magnòlia del Roquer]]                             |
| Surolí de Cal Músic                         | AM 1995                    | Quercus x morisii Normal                         | 19,0 x 2,48 x 19,5                | Massanes Bosc de Cal Músic 41° 46′ 46″ N, 2° 37′ 31″ E / 41.77945°N,2.62514°E                | MA-34.101.01 | {{ca\|Surolí de Cal Músic (Massanes)}} · {{WLE-AD-ES\|MA-34.101.01}} · {{Object location dec\|41.77945\|2.62514\|region:ES-CT_type:landmark_source:cawiki}} · [[Categoria:Surolí de Cal Músic]]                             |
| Pi Gros de l'Espinau, o Pi de Ca n'Iglesies | AM 1990 EIN les Guilleries | Pinus nigra subsp. salzmannii Normal             | 29,0 x 3,16 x 16,5                | Osor L'Espinau 41° 54′ 34″ N, 2° 35′ 03″ E / 41.909536°N,2.584271°E                          | MA-34.116.01 | {{ca\|Pi Gros de l'Espinau (Osor)}} · {{WLE-AD-ES\|MA-34.116.01}} · {{Object location dec\|41.909536\|2.584271\|region:ES-CT_type:landmark_source:cawiki}} · [[Categoria:Pi Gros de l'Espinau]]                             |
| Roure Gros de Ca n'Iglésies                 | AM 1990 EIN les Guilleries | Quercus petraea Normal                           | 38,5 x 4,75 x 26,5                | Osor Santa Creu d'Horta 41° 54′ 50″ N, 2° 35′ 03″ E / 41.91387°N,2.58425°E                   | MA-34.116.02 | {{ca\|Roure Gros de Ca n'Iglésies (Osor)}} · {{WLE-AD-ES\|MA-34.116.02}} · {{Object location dec\|41.91387\|2.58425\|region:ES-CT_type:landmark_source:cawiki}} · [[Categoria:Roure Gros de Ca n'Iglésies]]                 |
| Alzina de la Coma                           | AM 1990 EIN les Guilleries | Quercus ilex subsp. ilex Normal                  | 22,0 x 4,30 x 25,0                | Osor La Coma 41° 56′ 00″ N, 2° 29′ 55″ E / 41.93347°N,2.49861°E                              | MA-34.116.03 | {{ca\|Alzina de la Coma (Osor)}} · {{WLE-AD-ES\|MA-34.116.03}} · {{Object location dec\|41.93347\|2.49861\|region:ES-CT_type:landmark_source:cawiki}} · [[Categoria:Alzina de la Coma]]                                     |
| Lledoner de l'Esparra                       | AM 1990                    | Celtis australis Mort, encara dret               | 19,0 x 3,87 x 21,3                | Riudarenes Plaça de l'Església, l'Esparra 41° 49′ 34″ N, 2° 39′ 27″ E / 41.82618°N,2.65743°E | MA-34.148.01 | {{ca\|Lledoner de l'Esparra (Riudarenes)}} · {{WLE-AD-ES\|MA-34.148.01}} · {{Object location dec\|41.82618\|2.65743\|region:ES-CT_type:landmark_source:cawiki}} · [[Categoria:Lledoner de l'Esparra]]                       |
| Pi del Soler                                | AM 1991 EIN les Guilleries | Pinus nigra subsp. salzmannii Normal             | 31,0 x 4,04 x 24,7                | Sant Hilari Sacalm El Solé 41° 55′ 23″ N, 2° 30′ 58″ E / 41.92313°N,2.51617°E                | MA-34.164.01 | {{ca\|Pi del Soler (Sant Hilari Sacalm)}} · {{WLE-AD-ES\|MA-34.164.01}} · {{Object location dec\|41.92313\|2.51617\|region:ES-CT_type:landmark_source:cawiki}} · [[Categoria:Pi del Soler]]                                 |
| Cirerer del Soler de Mansolí                | AM 1991 EIN les Guilleries | Prunus avium v. silvestris Mort 2013, amb restes | 25,0 x 3,40 x 14,0                | Sant Hilari Sacalm El Solé de Mansolí 41° 55′ 23″ N, 2° 31′ 14″ E / 41.92318°N,2.52050°E     | MA-34.164.02 | {{ca\|Cirerer del Soler de Mansolí (Sant Hilari Sacalm)}} · {{WLE-AD-ES\|MA-34.164.02}} · {{Object location dec\|41.92318\|2.52050\|region:ES-CT_type:landmark_source:cawiki}} · [[Categoria:Cirerer del Soler de Mansolí]] |
| Es Roure de Bon Retir                       | AM 1991                    | Quercus pubescens Normal                         | 22,0 x 4,40 x 30,7                | Tossa de Mar El Bon Retir 41° 43′ 37″ N, 2° 55′ 35″ E / 41.72708°N,2.92643°E                 | MA-34.202.01 | {{ca\|Es Roure de Bon Retir (Tossa de Mar)}} · {{WLE-AD-ES\|MA-34.202.01}} · {{Object location dec\|41.72708\|2.92643\|region:ES-CT_type:landmark_source:cawiki}} · [[Categoria:Roure del Bon Retir]]                       |
| Suro de Can Magre                           | AM 1991                    | Quercus suber Normal                             | 19,0 x 4,16 x 20,1                | Vidreres Can Magre 41° 47′ 17″ N, 2° 49′ 45″ E / 41.78792°N,2.82930°E                        | MA-34.213.01 | {{ca\|Suro de Can Magre (Vidreres)}} · {{WLE-AD-ES\|MA-34.213.01}} · {{Object location dec\|41.78792\|2.82930\|region:ES-CT_type:landmark_source:cawiki}} · [[Categoria:Suro de Can Magre]]                                 |
| Suro de l'Hort de Caulés                    | AM 1995                    | Quercus suber Normal                             | 15,5 x 4,48 x 17,0                | Vidreres Hort de Caulés 41° 46′ 21″ N, 2° 50′ 41″ E / 41.77245°N,2.84482°E                   | MA-34.213.02 | {{ca\|Suro de l'Hort de Caulés (Vidreres)}} · {{WLE-AD-ES\|MA-34.213.02}} · {{Object location dec\|41.77245\|2.84482\|region:ES-CT_type:landmark_source:cawiki}} · [[Categoria:Suro de l'Hort de Caulés]]                   |
| Freixe de l'Aulet                           | AM 2000                    | Fraxinus angustifolia Normal                     | 21,0 x 5,90 x 23,0                | Vidreres L'Aulet 41° 47′ 54″ N, 2° 49′ 26″ E / 41.79829°N,2.82396°E                          | MA-34.213.03 | {{ca\|Freixe de l'Aulet (Vidreres)}} · {{WLE-AD-ES\|MA-34.213.03}} · {{Object location dec\|41.79829\|2.82396\|region:ES-CT_type:landmark_source:cawiki}} · [[Categoria:Freixe de l'Aulet]]                                 |
| Suro de Can Ferrer                          | AM 2000                    | Quercus suber Mort 1994, sense restes            | 17,0 x 5,00 x 26,0                | Riudarenes Prop l'Esparra 41° 49′ 19″ N, 2° 39′ 41″ E / 41.82191°N,2.66127°E                 | MA-34.148.02 | {{ca\|Suro de Can Ferrer (Riudarenes)}} · {{WLE-AD-ES\|MA-34.148.02}} · {{Object location dec\|41.82191\|2.66127\|region:ES-CT_type:landmark_source:cawiki}} · [[Categoria:Suro de Can Ferrer]]                             |

## Solsonès
| Nom                                  | Protecció | Espècie / estat                               | Alçària x volt del canó x capçada | Localització | Codi         | Imatge |
| ------------------------------------ | --------- | --------------------------------------------- | --------------------------------- | --- | ------------ | --- |
| Pi de Viladric                       | AM 1988   | Pinus nigra subsp. salzmannii Normal          | 12,5 x 4,38 x 19,3                | Castellar de la Ribera Viladric 41° 58′ 40″ N, 1° 27′ 09″ E / 41.97783°N,1.45246°E                                   | MA-35.064.01 | {{ca\|Pi de Viladric (Castellar de la Ribera)}} · {{WLE-AD-ES\|MA-35.064.01}} · {{Object location dec\|41.97783\|1.45246\|region:ES-CT_type:landmark_source:cawiki}} · [[Categoria:Pi de Viladric]]                            |
| Pi Gros de Can Gaspar                | AM 2000   | Pinus nigra subsp. salzmannii Normal          | 30,0 x 2,51 x 15,0                | Castellar de la Ribera Finca de Gaspar, serra dels Morts 41° 59′ 20″ N, 1° 27′ 38″ E / 41.98880°N,1.46054°E          | MA-35.064.02 | {{ca\|Pi Gros de Can Gaspar (Castellar de la Ribera)}} · {{WLE-AD-ES\|MA-35.064.02}} · {{Object location dec\|41.98880\|1.46054\|region:ES-CT_type:landmark_source:cawiki}} · [[Categoria:Pi Gros de Can Gaspar]]              |
| Pi de la Vinya                       | AM 2005   | Pinus nigra subsp. salzmannii Normal          | 25,5 x 2,65 x 16,8                | Castellar de la Ribera Finca de Gaspar, Cases de Viladric i Gaspà 41° 59′ 15″ N, 1° 27′ 24″ E / 41.98739°N,1.45655°E | MA-35.064.03 | {{ca\|Pi de la Vinya (Castellar de la Ribera)}} · {{WLE-AD-ES\|MA-35.064.03}} · {{Object location dec\|41.98739\|1.45655\|region:ES-CT_type:landmark_source:cawiki}} · [[Categoria:Pi de la Vinya]]                            |
| Pi de Nerola                         | AM 2000   | Pinus nigra subsp. salzmannii Normal          | 25,5 x 3,30 x 19,0                | Odèn Nerola, Llinars-Cambrils 42° 08′ 36″ N, 1° 22′ 45″ E / 42.14323°N,1.37919°E                                     | MA-35.148.01 | {{ca\|Pi de Nerola (Odèn)}} · {{WLE-AD-ES\|MA-35.148.01}} · {{Object location dec\|42.14323\|1.37919\|region:ES-CT_type:landmark_source:cawiki}} · [[Categoria:Pi de Nerola]]                                                  |
| Roure de Cal Peroi                   | AM 1991   | Quercus faginea subsp. faginea En decandiment | 14,0 x 4,90 x 15,9                | Pinós Cal Peroi 41° 51′ 06″ N, 1° 32′ 24″ E / 41.85154°N,1.54009°E                                                   | MA-35.167.01 | {{ca\|Roure de Cal Peroi (Pinós)}} · {{WLE-AD-ES\|MA-35.167.01}} · {{Object location dec\|41.85154\|1.54009\|region:ES-CT_type:landmark_source:cawiki}} · [[Categoria:Roure de Cal Peroi]]                                     |
| Pi de les Tres Branques de Freixinet | AM 1988   | Pinus nigra subsp. salzmannii Mort 1998       | 25/30 x 2,95 x -                  | Riner Rasa de Freixinet 41° 55′ 54″ N, 1° 34′ 25″ E / 41.93178°N,1.57370°E                                           | MA-35.186.01 | {{ca\|Pi de les Tres Branques de Freixinet (Riner)}} · {{WLE-AD-ES\|MA-35.186.01}} · {{Object location dec\|41.93178\|1.57370\|region:ES-CT_type:landmark_source:cawiki}} · [[Categoria:Pi de les Tres Branques de Freixinet]] |
| Ginebre del Solà de Riner            | AM 1988   | Juniperus oxycedrus Mort 1998                 | 12,0 x 1,95 x 5,90                | Riner El Solà de Riner 41° 55′ 52″ N, 1° 33′ 58″ E / 41.93102°N,1.56600°E                                            | MA-35.186.02 | {{ca\|Ginebre del Solà de Riner (Riner)}} · {{WLE-AD-ES\|MA-35.186.02}} · {{Object location dec\|41.93102\|1.56600\|region:ES-CT_type:landmark_source:cawiki}} · [[Categoria:Arbre Monumental of Catalonia]]                   |

## Tarragonès
| Nom                                    | Protecció | Espècie / estat                   | Alçària x volt del canó x capçada | Localització | Codi         | Imatge |
| -------------------------------------- | --------- | --------------------------------- | --------------------------------- | --- | ------------ | --- |
| Plàtans del Mas de Cavaller            | AM 2005   | Dos Platanus x hispanica Normal   |                                   | Constantí Mas de Cavaller 41° 11′ 08″ N, 1° 11′ 01″ E / 41.18547°N,1.18349°E                                                           | MA-36.047.01 | {{ca\|Plàtans del Mas de Cavaller (Constantí)}} · {{WLE-AD-ES\|MA-36.047.01}} · {{Object location dec\|41.18547\|1.18349\|region:ES-CT_type:landmark_source:cawiki}} · [[Categoria:Platans de Mas Cavaller]]               |
| Plàtan de la Plaça de la Riera de Gaià | AM 1992   | Platanus x hispanica Normal       |                                   | La Riera de Gaià Plaça de la Vila 41° 09′ 53″ N, 1° 21′ 42″ E / 41.16486°N,1.36169°E                                                   | MA-36.126.01 | {{ca\|Plàtan de la Plaça de la Riera de Gaià}} · {{WLE-AD-ES\|MA-36.126.01}} · {{Object location dec\|41.16486\|1.36169\|region:ES-CT_type:landmark_source:cawiki}} · [[Categoria:Plàtan de la Plaça de la Riera de Gaià]] |
| Pi del Baró                            | AM 1992   | Pinus pinea Mort 2008, amb restes |                                   | Vilallonga del Camp Ctra. TV-7223 de la Selva del Camp a Vilallonga (TV-7223), km 3 41° 12′ 48″ N, 1° 11′ 13″ E / 41.21325°N,1.18692°E | MA-36.166.01 | {{ca\|Pi del Baró (Vilallonga del Camp)}} · {{WLE-AD-ES\|MA-36.166.01}} · {{Object location dec\|41.21325\|1.18692\|region:ES-CT_type:landmark_source:cawiki}} · [[Categoria:Pi del Baró]]                                 |
| Pi Gros de Mestres                     | AM 1997   | Pinus pinea Normal                |                                   | Vilallonga del Camp Mas de Mestres 41° 12′ 24″ N, 1° 12′ 46″ E / 41.20678°N,1.21266°E                                                  | MA-36.166.02 | {{ca\|Pi Gros de Mestres (Vilallonga del Camp)}} · {{WLE-AD-ES\|MA-36.166.02}} · {{Object location dec\|41.20678\|1.21266\|region:ES-CT_type:landmark_source:cawiki}} · [[Categoria:Pi Gros de Mestres]]                   |

## Terra Alta
| Nom                           | Protecció                 | Espècie / estat                          | Alçària x volt del canó x capçada | Localització | Codi         | Imatge |
| ----------------------------- | ------------------------- | ---------------------------------------- | --------------------------------- | --- | ------------ | --- |
| Servera del Barranc de Franxo | AM previst                | Sorbus domestica Normal                  | 12,0 x 2,15 x 13,2                | Horta de Sant Joan Barranc de Franxo 40° 52′ 32″ N, 0° 19′ 15″ E / 40.87569°N,0.32076°E                                      | MA-37.071.06 | {{ca\|Servera del Barranc de Franxo (Horta de Sant Joan)}} · {{WLE-AD-ES\|MA-37.071.06}} · {{Object location dec\|40.87569\|0.32076\|region:ES-CT_type:landmark_source:cawiki}} · [[Categoria:Servera del Barranc de Franxo]] |
| Auró de Josepó                | AM previst PNT dels Ports | Acer opalus subsp. granatense Normal     | 15,5 x 3,08 x 13,1                | Horta de Sant Joan Pista del Mas de la Franqueta al coll de Miralles 40° 51′ 33″ N, 0° 18′ 07″ E / 40.85908°N,0.30202°E      | MA-37.071.05 | {{ca\|Auró de Josepó (Horta de Sant Joan)}} · {{WLE-AD-ES\|MA-37.071.05}} · {{Object location dec\|40.85908\|0.30202\|region:ES-CT_type:landmark_source:cawiki}} · [[Categoria:Auró de Josepó]]                               |
| Lo Parot                      | AM 1990                   | Olea europaea var. europaea Normal       | 8,00 x 7,45 x 8,50                | Horta de Sant Joan Darrera la Caseta de la Lloba 40° 57′ 38″ N, 0° 19′ 09″ E / 40.96063°N,0.31912°E                          | MA-37.071.01 | {{ca\|Lo Parot (Horta de Sant Joan)}} · {{WLE-AD-ES\|MA-37.071.01}} · {{Object location dec\|40.96063\|0.31912\|region:ES-CT_type:landmark_source:cawiki}} · [[Categoria:Lo Parot (Horta de Sant Joan)]]                      |
| Lo Pi Ramut                   | AM 1990 PNT dels Ports    | Pinus nigra subsp. salzmannii Normal     | 22,0 x 3,15 x 15,5                | Arnes L'Escaleta, coll de Miralles 40° 50′ 43″ N, 0° 17′ 08″ E / 40.84541°N,0.28547°E                                        | MA-37.018.01 | {{ca\|Lo Pi Ramut (Arnes)}} · {{WLE-AD-ES\|MA-37.018.01}} · {{Object location dec\|40.84541\|0.28547\|region:ES-CT_type:landmark_source:cawiki}} · [[Categoria:Lo Pi Ramut]]                                                  |
| Lo Pimpoll                    | AM 1990 PNT dels Ports    | Pinus nigra subsp. salzmannii Normal     | 31,0 x 3,15 x 12,5                | Arnes Coll de Miralles 40° 50′ 44″ N, 0° 17′ 06″ E / 40.84564°N,0.28487°E                                                    | MA-37.018.02 | {{ca\|Lo Pimpoll (Arnes)}} · {{WLE-AD-ES\|MA-37.018.02}} · {{Object location dec\|40.84564\|0.28487\|region:ES-CT_type:landmark_source:cawiki}} · [[Categoria:Lo Pimpoll]]                                                    |
| Pi Camat                      | AM previst                | Pinus nigra subsp. salzmannii Normal     | 23,0 x 3,30 x 15,2                | Arnes Prop de la Tossa Blanca 40° 50′ 58″ N, 0° 17′ 58″ E / 40.84949°N,0.29945°E                                             | MA-37.018.03 | {{ca\|Pi Camat (Arnes)}} · {{WLE-AD-ES\|MA-37.018.03}} · {{Object location dec\|40.84949\|0.29945\|region:ES-CT_type:landmark_source:cawiki}} · [[Categoria:Pi Camat]]                                                        |
| Pi de Balija                  | AM 1992                   | Pinus halepensis Normal                  | 19,0 x 4,30 x 21,5                | Horta de Sant Joan Els Pessells 41° 00′ 02″ N, 0° 19′ 26″ E / 41.00066°N,0.32395°E                                           | MA-37.071.02 | {{ca\|Pi de Balija (Horta de Sant Joan)}} · {{WLE-AD-ES\|MA-37.071.02}} · {{Object location dec\|41.00066\|0.32395\|region:ES-CT_type:landmark_source:cawiki}} · [[Categoria:Pi de Balija]]                                   |
| Pi de Maurí                   | AM 2005                   | Pinus halepensis Normal                  | 18,5 x 3,97 x 23,5                | Horta de Sant Joan Mas de les Monges 40° 59′ 58″ N, 0° 21′ 05″ E / 40.99952°N,0.35139°E                                      | MA-37.071.04 | {{ca\|Pi de Maurí (Horta de Sant Joan)}} · {{WLE-AD-ES\|MA-37.071.04}} · {{Object location dec\|40.99952\|0.35139\|region:ES-CT_type:landmark_source:cawiki}} · [[Categoria:Pi de Maurí]]                                     |
| Pins del Collet de Fenassar   | AM 2005 PNT dels Ports    | Dos Pinus nigra subsp. salzmannii Normal | 24,0 x 4,32 x 17,8                | Horta de Sant Joan Coll de Fenassar, vessant del torrent del Carrer Ample 40° 52′ 16″ N, 0° 20′ 57″ E / 40.87101°N,0.34915°E | MA-37.071.03 | {{ca\|Pins del Collet de Fenassar (Horta de Sant Joan)}} · {{WLE-AD-ES\|MA-37.071.03}} · {{Object location dec\|40.87101\|0.34915\|region:ES-CT_type:landmark_source:cawiki}} · [[Categoria:Pins del Collet de Fenassar]]     |
| Teix d'Engrilló               | AM 2000 PNT dels Ports    | Taxus baccata Normal                     | 9,5 x 4,54 x 10,5                 | Prat de Comte Engrilló 40° 56′ 34″ N, 0° 22′ 24″ E / 40.94284°N,0.37323°E                                                    | MA-37.117.01 | {{ca\|Teix d'Engrilló (Prat de Comte)}} · {{WLE-AD-ES\|MA-37.117.01}} · {{Object location dec\|40.94284\|0.37323\|region:ES-CT_type:landmark_source:cawiki}} · [[Categoria:Teix d'Engrilló]]                                  |

## Urgell
| Nom                                             | Protecció  | Espècie / estat                   | Alçària x volt del canó x capçada | Localització                                                                                                 | Codi         | Imatge |
| ----------------------------------------------- | ---------- | --------------------------------- | --------------------------------- | --- | ------------ | --- |
| Xop Gros del Molí Vell o del Salt del Molí Vell | AM 2005    | Populus nigra Normal              | 28,5 x 4,60 x 27,0                | Bellpuig Salt del Molí Vell, al costat de Torre Besa 41° 37′ 13″ N, 1° 00′ 42″ E / 41.62017°N,1.01163°E      | MA-38.050.01 | {{ca\|Xop Gros del Molí Vell (Bellpuig)}} · {{WLE-AD-ES\|MA-38.050.01}} · {{Object location dec\|41.62017\|1.01163\|region:ES-CT_type:landmark_source:cawiki}} · [[Categoria:Xop Gros del Molí Vell]] |
| Om de la Plana                                  | AM 1995    | Ulmus minor Mort 2008, amb restes | 20,5 x 3,74 x 18,3                | Tàrrega Carretera de Montblanc, davant del club de tennis 41° 38′ 35″ N, 1° 08′ 36″ E / 41.64300°N,1.14339°E | MA-38.217.01 | {{ca\|Om de la Plana (Tàrrega)}} · {{WLE-AD-ES\|MA-38.217.01}} · {{Object location dec\|41.64300\|1.14339\|region:ES-CT_type:landmark_source:cawiki}} · [[Categoria:Om de la Plana]]                  |
| Plataner de Tornabous                           | AM previst | Platanus x hispanica Normal       | 23,0 x 4,54 x 19,8                | Tornabous Terraforts 41° 42′ 25″ N, 1° 03′ 17″ E / 41.70687°N,1.05484°E                                      | MA-38.225.01 | {{ca\|Plataner de Tornabous}} · {{WLE-AD-ES\|MA-38.225.01}} · {{Object location dec\|41.70687\|1.05484\|region:ES-CT_type:landmark_source:cawiki}} · [[Categoria:Plataner de Tornabous]]              |

## Vall d'Aran
| Nom                  | Protecció | Espècie / estat                   | Alçària x volt del canó x capçada | Localització                                                                                               | Codi         | Imatge |
| -------------------- | --------- | --------------------------------- | --------------------------------- | --- | ------------ | --- |
| Auet de Canejan      | AM 1988   | Abies alba Mort 1995, encara dret | 22,0 x 5,50 x 20,5                | Canejan Pista Les-Toran, a 700 m del barranc de Bordius 42° 48′ 42″ N, 0° 45′ 18″ E / 42.81177°N,0.75488°E | MA-39.063.01 | {{ca\|Auet de Canejan}} · {{WLE-AD-ES\|MA-39.063.01}} · {{Object location dec\|42.81177\|0.75488\|region:ES-CT_type:landmark_source:cawiki}} · [[Categoria:Auet de Canejan]]                              |
| Pi deth Plau de Naut | AM 1995   | Pinus sylvestris Normal           | 15,1 x 4,33 x 16,0                | Vielha e Mijaran Eth Plau de Naut, Montcorbau 42° 44′ 09″ N, 0° 48′ 25″ E / 42.73584°N,0.80685°E           | MA-39.243.01 | {{ca\|Pi deth Plau de Naut (Vielha e Mijaran)}} · {{WLE-AD-ES\|MA-39.243.01}} · {{Object location dec\|42.73584\|0.80685\|region:ES-CT_type:landmark_source:cawiki}} · [[Categoria:Pi deth Plau de Naut]] |

## Vallès Occidental
| Nom                                | Protecció                                  | Espècie / estat                                  | Alçària x volt del canó x capçada | Localització                                                                                  | Codi         | Imatge |
| ---------------------------------- | ------------------------------------------ | ------------------------------------------------ | --------------------------------- | --------------------------------------------------------------------------------------------- | ------------ | --- |
| Alzina de Can Pedró                | AM 1988                                    | Quercus ilex subsp. ilex Mort 2004, sense restes | 19,0 x 3,92 x 23,7                | Palau-solità i Plegamans Plaça de l'Alzina 41° 35′ 24″ N, 2° 10′ 44″ E / 41.59000°N,2.17896°E | MA-40.156.01 | {{ca\|Alzina de Can Pedró (Palau-solità i Plegamans)}} · {{WLE-AD-ES\|MA-40.156.01}} · {{Object location dec\|41.59000\|2.17896\|region:ES-CT_type:landmark_source:cawiki}} · [[Categoria:Alzina de Can Pedró]]                          |
| Roure del Parc de Ca n'Oriol       | AM 1995                                    | Quercus pubescens Mort 2010, amb restes          | 20,5 x 3,60 x 22,5                | Rubí Parc de Ca n'Oriol 41° 29′ 36″ N, 2° 02′ 29″ E / 41.49322°N,2.04130°E                    | MA-40.184.01 | {{ca\|Roure del Parc de Ca n'Oriol (Rubí)}} · {{WLE-AD-ES\|MA-40.184.01}} · {{Object location dec\|41.49322\|2.04130\|region:ES-CT_type:landmark_source:cawiki}} · [[Categoria:Roure del Parc de Ca n'Oriol]]                            |
| Pi de les Quatre Besses del Dalmau | AM 1988 PNT Sant Llorenç del Munt i l'Obac | Pinus pinea Normal                               | 28,0 x 4,40 x -                   | Sant Llorenç Savall Camí del Dalmau 41° 39′ 27″ N, 2° 02′ 22″ E / 41.65755°N,2.03947°E        | MA-40.223.01 | {{ca\|Pi de les Quatre Besses del Dalmau (Sant Llorenç Savall)}} · {{WLE-AD-ES\|MA-40.223.01}} · {{Object location dec\|41.65755\|2.03947\|region:ES-CT_type:landmark_source:cawiki}} · [[Categoria:Pi de les Quatre Besses del Dalmau]] |

## Vallès Oriental
| Nom                                              | Protecció            | Espècie / estat                                          | Alçària x volt del canó x capçada | Localització | Codi         | Imatge |
| ------------------------------------------------ | -------------------- | -------------------------------------------------------- | --------------------------------- | --- | ------------ | --- |
| Plàtan de la Font de la Pineda                   | AM 1990              | Platanus x hispanica Normal                              | 22,0 x 4,40 x 25,0                | Bigues i Riells Font de la Pineda, Riells del Fai 41° 35′ 24″ N, 2° 10′ 44″ E / 41.59000°N,2.17896°E                  | MA-41.023.01 | {{ca\|Plàtan de la Font de la Pineda (Bigues i Riells)}} · {{WLE-AD-ES\|MA-41.023.01}} · {{Object location dec\|41.59000\|2.17896\|region:ES-CT_type:landmark_source:cawiki}} · [[Categoria:Plàtan de la Font de la Pineda]]    |
| Roure de Can Corró                               | AM 1991              | Quercus pubescens Mort 1997, sense restes                | 15,5 x 4,60 x 20,5                | Caldes de Montbui Can Corró 41° 37′ 51″ N, 2° 08′ 57″ E / 41.63094°N,2.14922°E                                        | MA-41.033.01 | {{ca\|Roure de Can Corró (Caldes de Montbui)}} · {{WLE-AD-ES\|MA-41.033.01}} · {{Object location dec\|41.63094\|2.14922\|region:ES-CT_type:landmark_source:cawiki}} · [[Categoria:Roure de Can Corró]]                          |
| Castanyer Gros de la Casa del Bosc, o de Can Cuc | AM 1988              | Castanea sativa Normal                                   | 15,0 x 13,0 x 17,5                | Cànoves i Samalús Can Cuc 41° 44′ 12″ N, 2° 20′ 53″ E / 41.73657°N,2.34814°E                                          | MA-41.042.01 | {{ca\|Castanyer Gros de la Casa del Bosc (Cànoves i Samalús)}} · {{WLE-AD-ES\|MA-41.042.01}} · {{Object location dec\|41.73657\|2.34814\|region:ES-CT_type:landmark_source:cawiki}} · [[Categoria:Castanyer de Can Cuc]]        |
| Grèvol del pla de Morou                          | AM 1991 PNT Montseny | Ilex aquifolium Normal                                   | 17,0 x - x 9,60                   | Fogars de Montclús Pla de Morou 41° 46′ 27″ N, 2° 28′ 29″ E / 41.774082°N,2.474727°E                                  | MA-41.081.01 | {{ca\|Grèvol del pla de Morou (Fogars de Montclús)}} · {{WLE-AD-ES\|MA-41.081.01}} · {{Object location dec\|41.774082\|2.474727\|region:ES-CT_type:landmark_source:cawiki}} · [[Categoria:Grèvol del pla de Morou]]             |
| Castanyers de la Traüna                          | AM 1991 PNT Montseny | Quatre Castanea sativa En decandiment                    | 21,0 x 6,35 x 19,3                | Fogars de Montclús La Traüna 41° 46′ 26″ N, 2° 24′ 11″ E / 41.77381°N,2.40319°E                                       | MA-41.081.02 | {{ca\|Castanyers de la Traüna (Fogars de Montclús)}} · {{WLE-AD-ES\|MA-41.081.02}} · {{Object location dec\|41.77381\|2.40319\|region:ES-CT_type:landmark_source:cawiki}} · [[Categoria:Castanyers de la Traüna]]               |
| Alzines de Santa Maria del Vallès                | AM 2000              | Dos Quercus ilex subsp. ilex Normal, un exemplar trencat | 17,5 x 3,99 x 24,5                | Lliçà de Vall Santa Maria del Vallès 41° 35′ 41″ N, 2° 15′ 05″ E / 41.59475°N,2.25147°E                               | MA-41.108.01 | {{ca\|Alzines de Santa Maria del Vallès (Lliçà de Vall)}} · {{WLE-AD-ES\|MA-41.108.01}} · {{Object location dec\|41.59475\|2.25147\|region:ES-CT_type:landmark_source:cawiki}} · [[Categoria:Arbre Monumental of Catalonia]]    |
| Arboç de Sant Esteve del Coll                    | AM 1988              | Arbutus unedo En decandiment                             | 8,50 x 2,40 x 7,30                | Llinars del Vallès Ermita de Sant Esteve del Coll 41° 37′ 00″ N, 2° 22′ 34″ E / 41.616631°N,2.376217°E                | MA-41.106.01 | {{ca\|Arboç de Sant Esteve del Coll (Llinars del Vallès)}} · {{WLE-AD-ES\|MA-41.106.01}} · {{Object location dec\|41.616631\|2.376217\|region:ES-CT_type:landmark_source:cawiki}} · [[Categoria:Arboç de Sant Esteve del Coll]] |
| Boix de l'Església                               | AM 1990              | Buxus sempervirens Normal                                | 6,00 x 0,94 x 7,60                | Montseny Plaça de l'Església 41° 45′ 34″ N, 2° 23′ 41″ E / 41.75934°N,2.39485°E                                       | MA-41.137.01 | {{ca\|Boix de l'Església (Montseny)}} · {{WLE-AD-ES\|MA-41.137.01}} · {{Object location dec\|41.75934\|2.39485\|region:ES-CT_type:landmark_source:cawiki}} · [[Categoria:Boix de l'Església]]                                   |
| Roure de Santa Maria de Montnegre                | AM 1990              | Quercus pubescens Mort 2010, amb restes                  | 23,0 x 4,40 x 23,3                | Sant Celoni Santa Maria del Montnegre 41° 39′ 40″ N, 2° 35′ 35″ E / 41.66098°N,2.59306°E                              | MA-41.202.01 | {{ca\|Roure de Santa Maria de Montnegre (Sant Celoni)}} · {{WLE-AD-ES\|MA-41.202.01}} · {{Object location dec\|41.66098\|2.59306\|region:ES-CT_type:landmark_source:cawiki}} · [[Categoria:Roure de Santa Maria de Montnegre]]  |
| Om del Banc de la Paciència                      | AM 1991              | Ulmus glabra Mort 1996, amb restes ex situ               | 21,0 x 3,15 x 28,0                | Sant Feliu de Codines Cruïlla de les carreteres de Riells i Caldes 41° 40′ 54″ N, 2° 09′ 51″ E / 41.68173°N,2.16416°E | MA-41.210.01 | {{ca\|Om del Banc de la Paciència (Sant Feliu de Codines)}} · {{WLE-AD-ES\|MA-41.210.01}} · {{Object location dec\|41.68173\|2.16416\|region:ES-CT_type:landmark_source:cawiki}} · [[Categoria:Om del Banc de la Paciència]]    |